# Main-Taunus-Kreis
Der Main-Taunus-Kreis ist eine Gebietskörperschaft mit 238.593 Einwohnern (31. Dezember 2023) im Regierungsbezirk Darmstadt in Hessen. Der Landkreis liegt im Kern des Rhein-Main-Gebietes und ist der flächenkleinste sowie der am zweitdichtesten besiedelte Landkreis Deutschlands. Der Main-Taunus-Kreis befindet sich im westlichen Vorortbereich von Frankfurt am Main, östlich der hessischen Landeshauptstadt Wiesbaden und nordöstlich der rheinland-pfälzischen Landeshauptstadt Mainz. Kreisstadt ist seit 1987 die bevölkerungsreichste Stadt Hofheim am Taunus. Vor 1987 befand sich der Sitz der Kreisverwaltung in Frankfurt-Höchst, welches bis 1928 Kreisstadt des Vorgängerkreises Höchst am Main war.
Bekannt ist der Main-Taunus-Kreis für seine als allgemein wohlhabend geltende Bevölkerung und für Immobilien mit gehobenem Mietniveau. Der Main-Taunus-Kreis weist für das Jahr 2021 den fünfthöchsten Kaufkraftindex aller deutschen Land- und Stadtkreise auf. 2020 betrug der Kaufkraftindex 129,9 des Bundesdurchschnitts. Die Städte Bad Soden am Taunus (170,3) und Kelkheim (Taunus) (140,4) weisen die höchsten Pro-Kopf-Einkommen im Main-Taunus-Kreis auf und nehmen mit einigen benachbarten Gemeinden des Hochtaunuskreises bundesweit Spitzenplätze ein.

## Geographie

### Lage

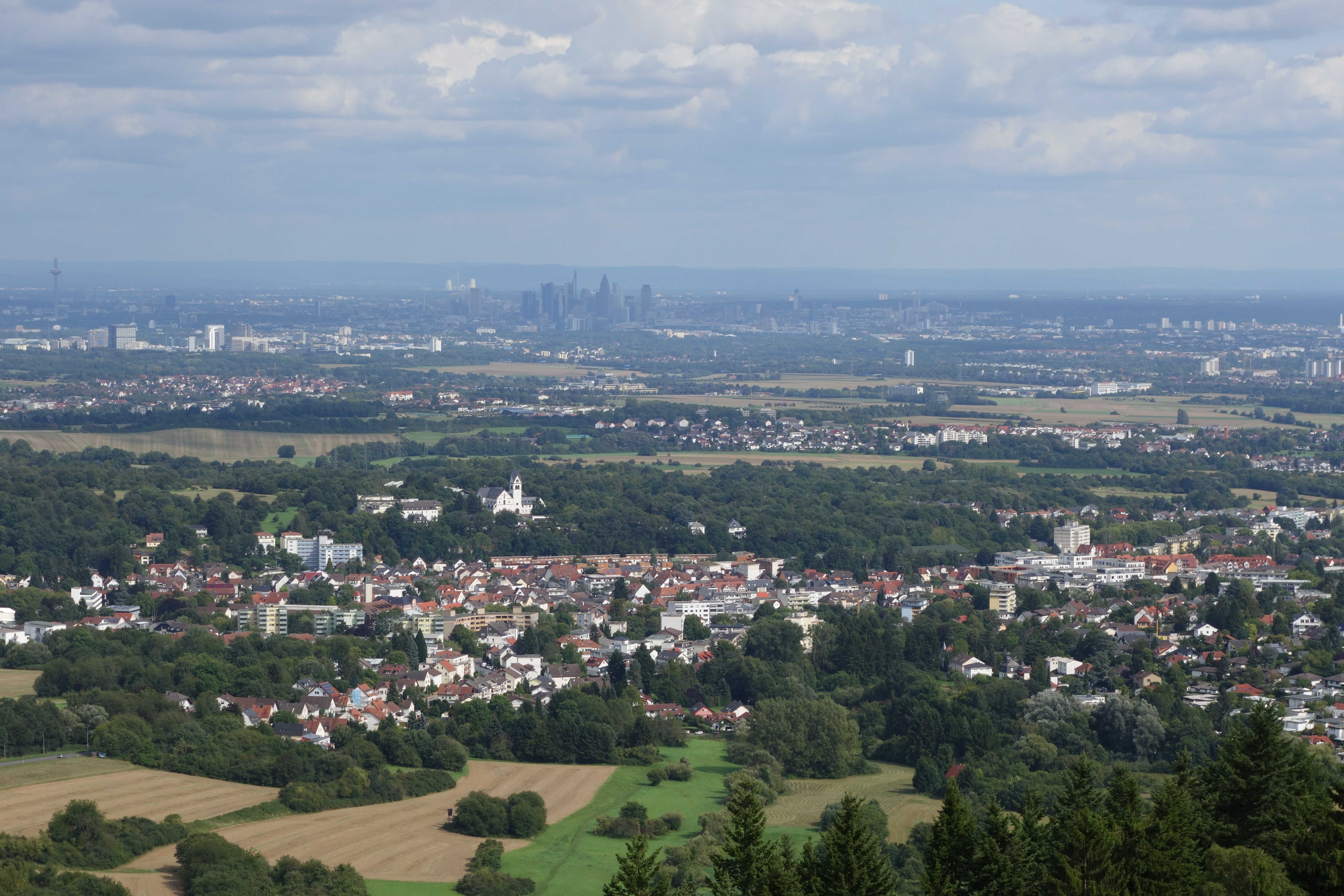
Blick vom Staufen über Kelkheim sowie dahinter Liederbach, Bad Soden, Sulzbach und Eschborn bis Frankfurt.

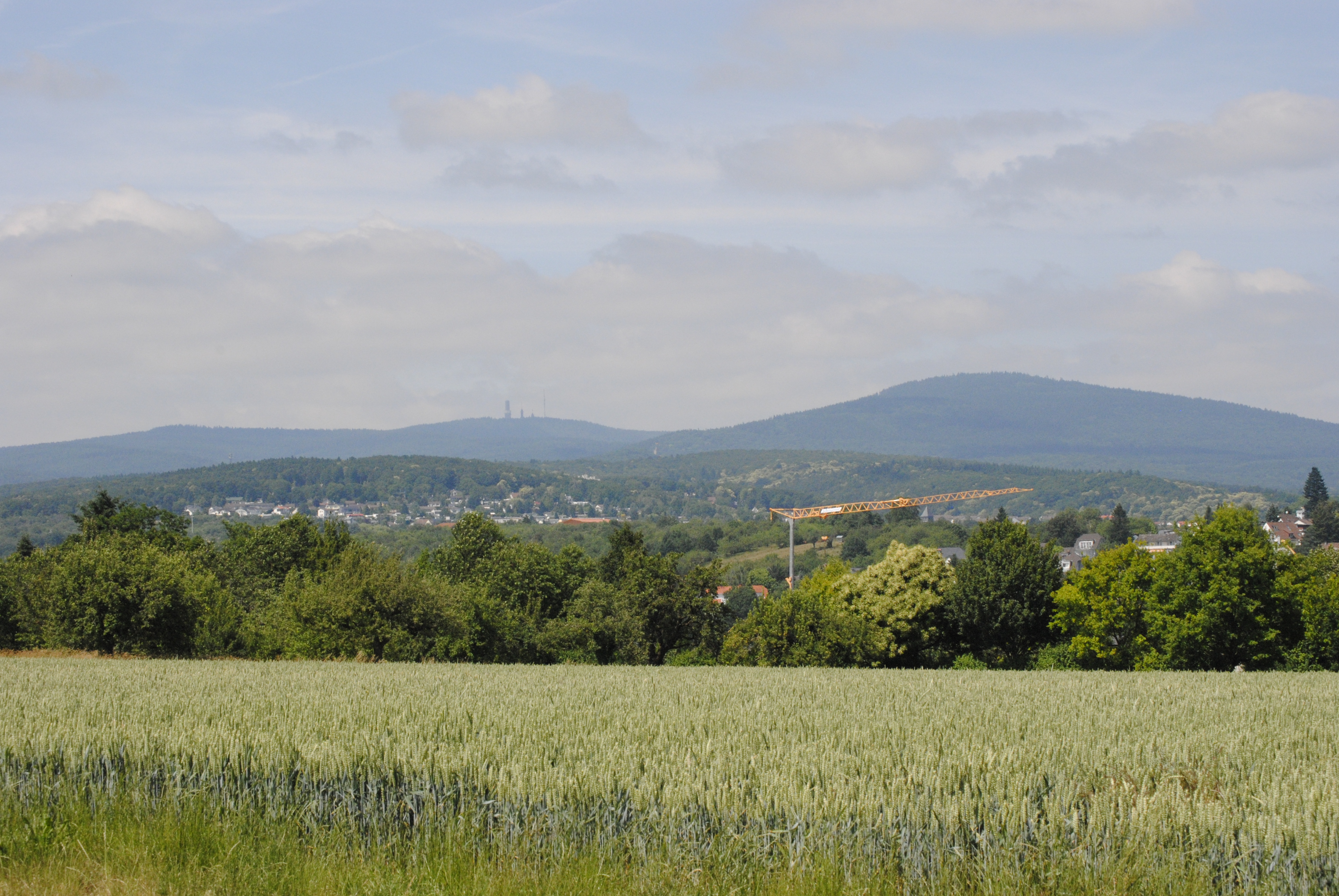
Vordertaunuslandschaft mit Blick auf den Hohen Taunus

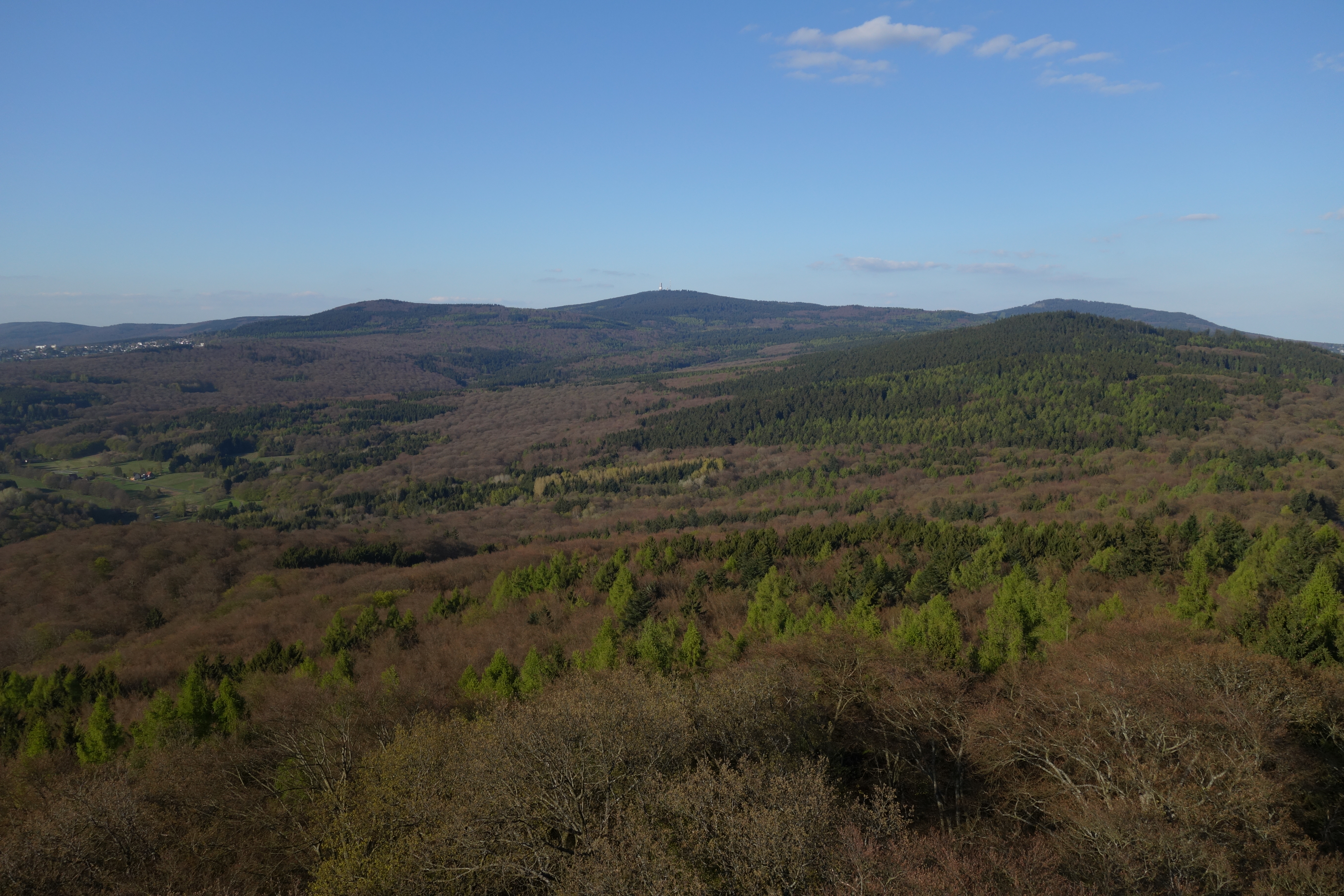
Der Eichkopf bei Kelkheim-Ruppertshain im Bildmittelgrund ist mit die höchste Erhebung des Main-Taunus-Kreises. Dahinter Altkönig, Großer Feldberg und Glaskopf (von rechts) im angrenzenden Hochtaunuskreis.

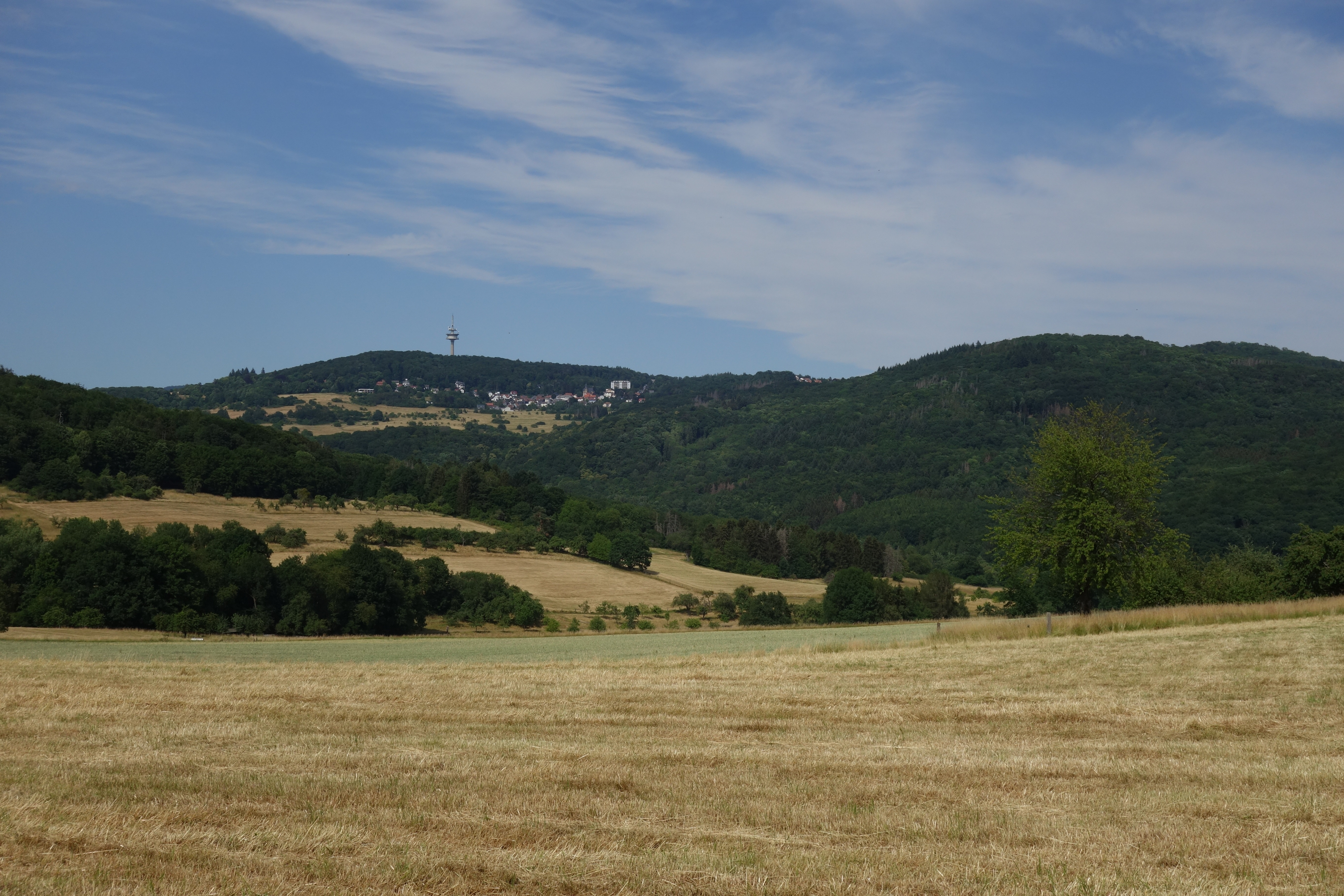
Blick von Südwesten auf Atzelberg und Eppenhain, mit 423 Metern der höchstgelegene Ort des Kreises, sowie rechts die Rossert-Nebenkuppe Hainkopf

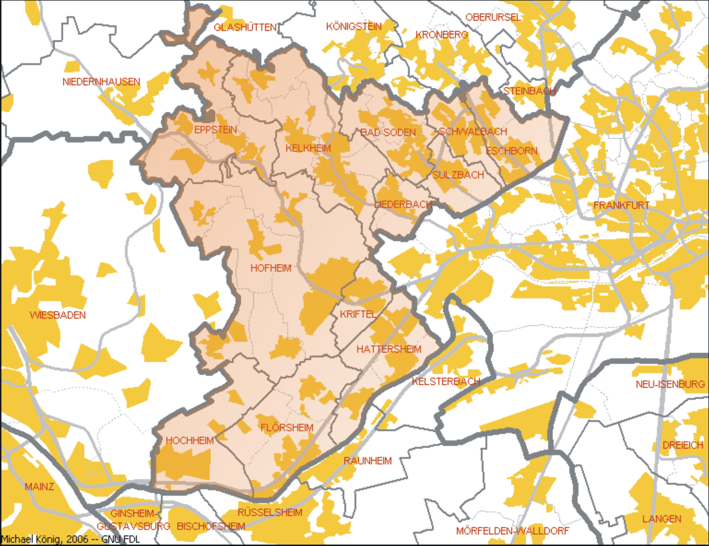
Städte und Gemeinden des Main-Taunus-Kreises

Das Kreisgebiet erstreckt sich vom Main (rund 90 m ü. NHN) bis hinauf zum Hohen Taunus. Der höchste Berg des Kreises ist der 563,3 m hohe Eichkopf bei Kelkheim-Ruppertshain. Bis zur Gebietsreform in Hessen 1972 gehörte der höchste Berg des Taunus, der 881,5 m hohe Große Feldberg zum Kreisgebiet.
Weitere markante Berge im Kreis sind Rossert (515,9 m), Atzelberg (506,7 m), Staufen (451 m, mit den Aussichtspunkten Kaisertempel und Großer Mannstein), Spitzeberg (449,9 m) und Judenkopf (410 m).
Außer den bewaldeten Taunusbergen prägen Streuobstwiesen, Bachauen und einige landwirtschaftlich genutzte Flächen den unbebauten Teil der Landschaft, Siedlungsflächen und Verkehrswege dominieren jedoch im größten Teil des Kreises das Landschaftsbild. Nichtsdestotrotz befinden sich im Main-Taunus-Kreis zahlreiche Naturschutzgebiete. (Siehe auch: Liste der Naturschutzgebiete im Main-Taunus-Kreis)
Die meisten Kreisgemeinden zählen naturräumlich entweder zum Vordertaunus oder dem Main-Taunusvorland. Ausnahmen sind die drei Städte am Main, die Teil der Untermainebene sind, sowie Eppenhain, Ruppertshain und Ehlhalten, die bereits dem Hohen Taunus zugehören.
Vor allem der östliche Teil des Kreises ist für einen Landkreis extrem dicht besiedelt und gehört zum suburbanen (Vorort-)Bereich der Stadtregion Frankfurt. Es gibt in Deutschland nur wenige ähnlich großstädtisch geprägte Landkreise, etwa die Kreise Recklinghausen, Mettmann und Ennepe-Ruhr im Raum Rhein-Ruhr, den Landkreis München oder den Landkreis Offenbach südlich von Frankfurt. Mit über tausend Einwohnern pro Quadratkilometer ist der Main-Taunus-Kreis der Landkreis mit der zweithöchsten Bevölkerungsdichte in der Bundesrepublik.
Bemerkenswerte Parallelen ergibt ein Vergleich des Main-Taunus-Kreises mit der benachbarten Landeshauptstadt Wiesbaden. Er hat etwas mehr an Fläche und etwas weniger an Einwohnern, und die Bevölkerungsdichte des Kreises ist etwas geringer als in Wiesbaden.
Aufgrund seiner überwiegend der bürgerlichen Mittelschicht angehörenden Bevölkerung gehört der Main-Taunus-Kreis zu den wohlhabendsten Regionen der Bundesrepublik und nimmt, je nach Indikator und Jahr, gelegentlich den bundesweiten Spitzenplatz ein. Die höchste Kaufkraft im Main-Taunus-Kreis besitzen die Bewohner in Bad Soden.
Eppstein, Hofheim, Flörsheim und Hochheim sind alte Städte mit gut erhaltenen Altstadtkernen. Die ergiebigen Böden sorgten auch in vorindustrieller Zeit bereits für ein relativ hohes Niveau an Wohlstand und Bevölkerungsdichte, wovon alte Dorfkerne, Kirchen und Höfe Zeugnis ablegen.

### Nachbarkreise
Der Main-Taunus-Kreis grenzt, im Norden beginnend im Uhrzeigersinn, an den ähnlich strukturierten Hochtaunuskreis, an die kreisfreie Stadt Frankfurt am Main, an den industriell geprägten Kreis Groß-Gerau, an die kreisfreie Landeshauptstadt Wiesbaden und an den Rheingau-Taunus-Kreis.

## Geschichte

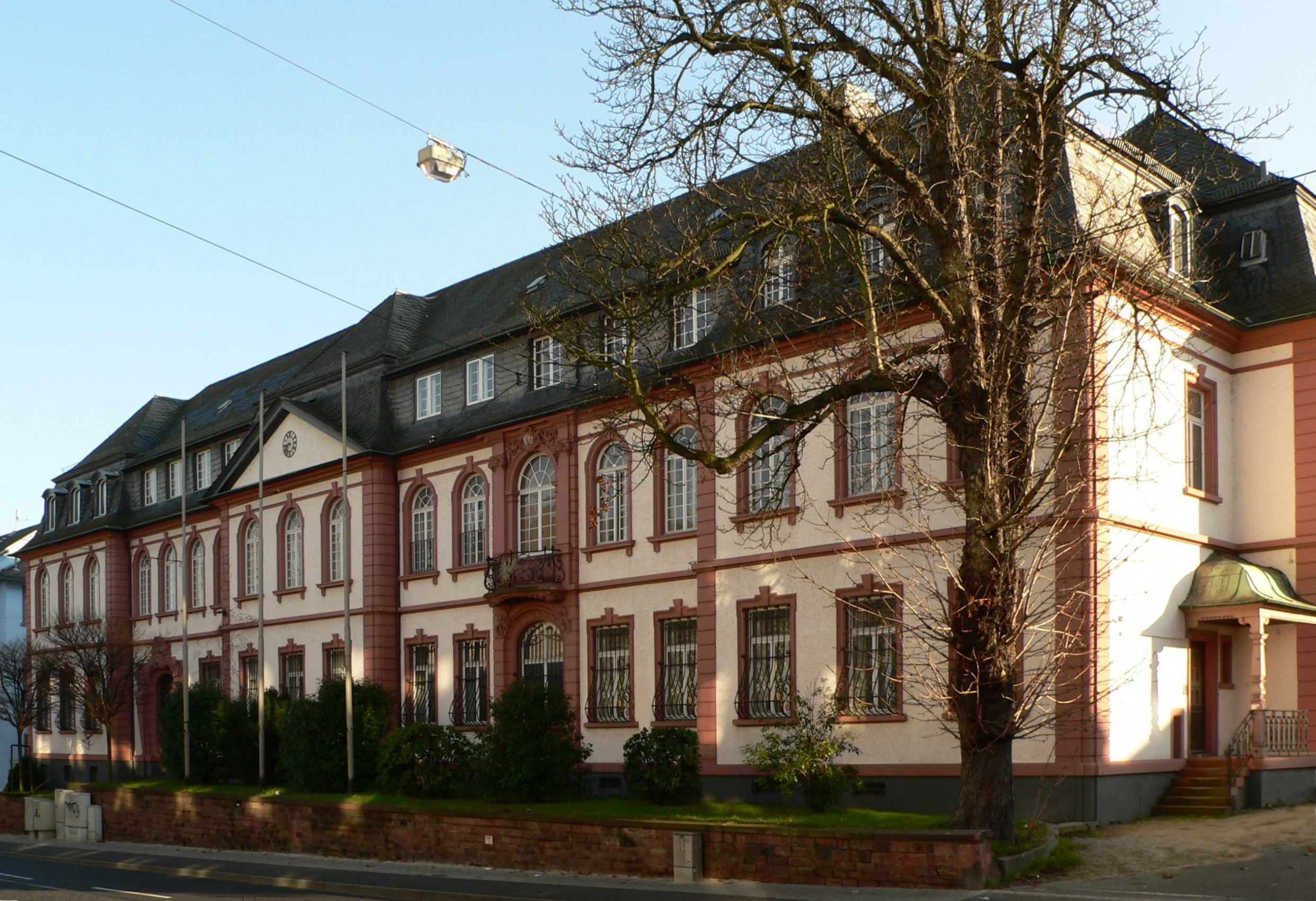
Das ehemalige Kreishaus in Frankfurt-Höchst

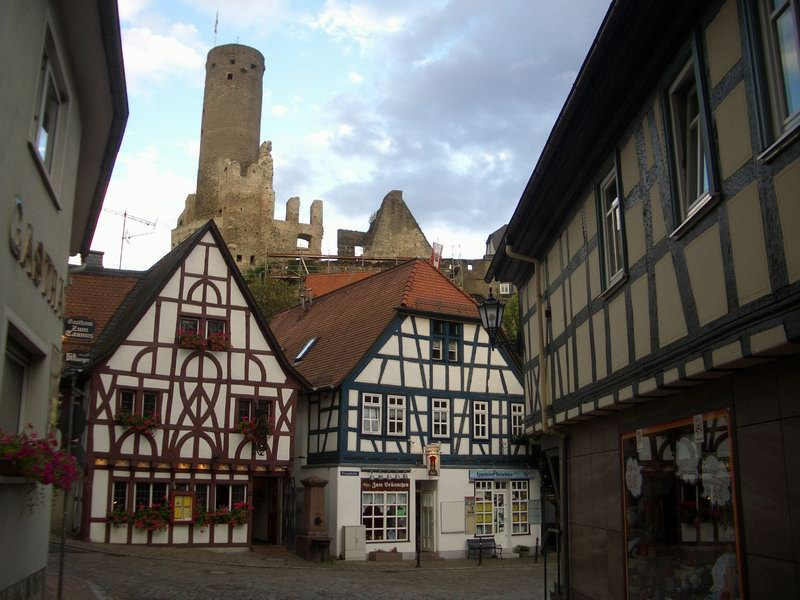
Burg Eppstein

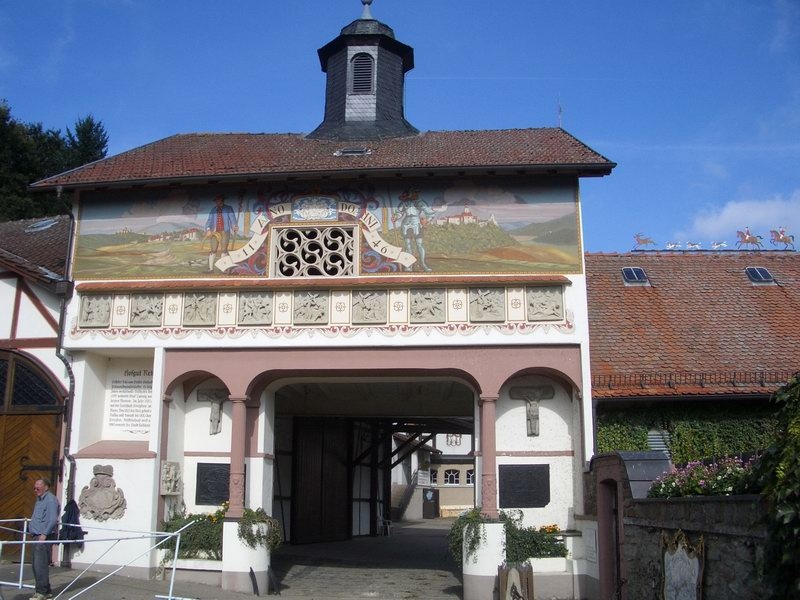
Hofgut Retters in Kelkheim

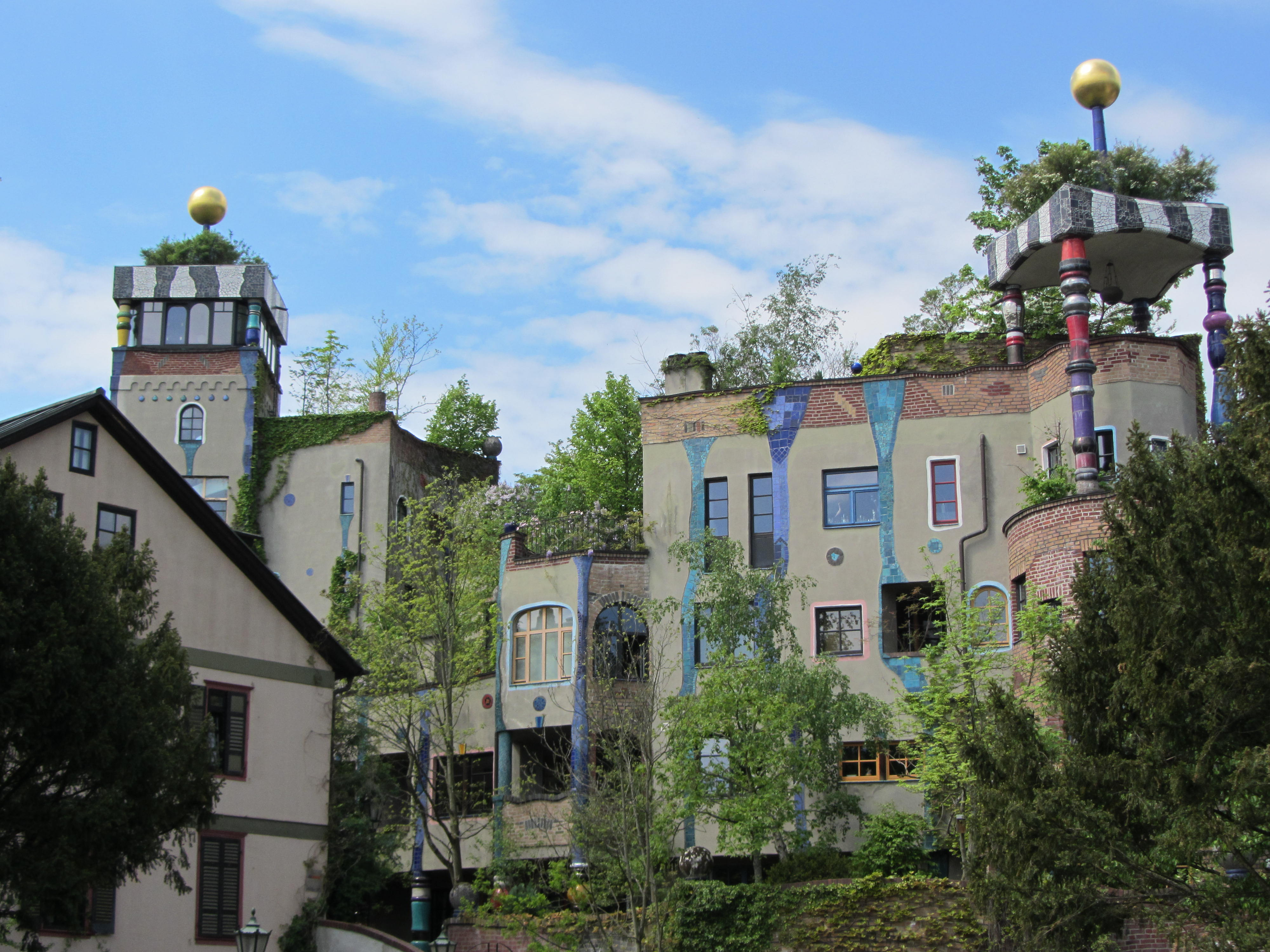
Das Hundertwasserhaus in Bad Soden

Das Kreisgebiet gehörte im Mittelalter teilweise zu Eppstein, teilweise zu Kurmainz, seit 1803 zu Nassau-Usingen und seit 1806 zum Herzogtum Nassau und seit der preußischen Annexion 1866 zur Provinz Hessen-Nassau. Die Gemeinden zwischen Wiesbaden und Frankfurt wurden dabei – unter Beibehaltung der vorhandenen Einteilung in die Ämter Hochheim, Höchst, Idstein und Königstein – zunächst dem Mainkreis mit Sitz in Wiesbaden zugeordnet (Ämter Hochheim und Höchst), die Gemeinden im Amt Königstein dem Obertaunuskreis und das Amt Idstein dem Untertaunuskreis.
Mit Inkrafttreten einer neuen hessen-nassauischen Landkreisordnung zum 1. April 1886 wurde die Provinz in neue, kleinere Kreise eingeteilt und die Ämter aufgelöst. Anstelle des Mainkreises entstanden deshalb die Landkreise Höchst und Wiesbaden.
Durch das Bevölkerungswachstum der Städte Frankfurt und Wiesbaden und ihres Umlandes wurde zum 1. April 1928 eine kommunale Neugliederung der Region notwendig. Etliche Gemeinden der Landkreise Höchst und Wiesbaden, darunter die Stadt Höchst, wurden in die benachbarten Großstädte eingegliedert. Beide Landkreise verloren den größten Teil ihrer Einwohner. Die verbleibenden Gemeinden beider Kreise sowie einige Gemeinden aus den Kreisen Obertaunus, Usingen und Untertaunus wurden zu einem neuen Landkreis mit dem Namen Main-Taunus-Kreis zusammengeschlossen.
Der Kreis umfasste bei seiner Gründung 49 Städte und Gemeinden. Die Zahl sank 1938 durch Eingemeindungen nach Kelkheim und Hofheim auf 46. Auf einer Karte des Main-Taunus-Kreises aus dem Jahr 1951 sind die sechs Städte und die 40 Landgemeinden mit Einwohnerzahl nachgewiesen.
1945 wechselte das Kreisgebiet erneut die Landeszugehörigkeit und wurde Teil des Landes Hessen.
Bei der Gebietsreform in Hessen zwischen 1972 und 1977 wurde der Kreis sowohl an seinen Außengrenzen als auch in seiner Gemeindegliederung stark verändert.
Zum 31. Dezember 1971, dem letzten Termin der von der Landesregierung durch erhöhte Schlüsselzuweisungen geförderten „Freiwilligkeitsphase“, ließen sich neun Kreisgemeinden an die Städte Hofheim, Flörsheim, Hattersheim und Eschborn anschließen. Durch Fusion von jeweils zwei Nachbardörfern entstanden außerdem die drei neuen Gemeinden Reifenberg (aus Niederreifenberg und Oberreifenberg), Liederbach am Taunus (aus Oberliederbach und Niederhofheim) sowie Rossert (aus Eppenhain und Ruppertshain).
Die Gemeinden, die zu einem freiwilligen Zusammenschluss nicht bereit waren, wurden zum 1. Januar 1977 durch ein Landesgesetz benachbarten Städten zugeteilt. Dies betraf zehn alte Gemeinden sowie die erst fünf Jahre alte Gemeinde Rossert, die mit rund 2500 Einwohnern die geforderte Mindestgröße nicht erreichte. Die während der Beratungsphase als fest beschlossenen Eingemeindungen von Sulzbach nach Bad Soden und von Kriftel nach Hofheim wurden, unter bis heute nicht eindeutig geklärten Umständen, kurz vor dem Landtagsbeschluss aus dem Gesetzentwurf gestrichen. Die Vertreter der beiden Gemeinden hatten sich zuvor vehement für den Erhalt ihrer Eigenständigkeit eingesetzt.
Der Kreis wurde außerdem 1972 und 1977 verkleinert, indem er Gemeinden an Nachbarkreise und die kreisfreie Stadt Wiesbaden abgab:
- Am 1. August 1972 wechselte die Gemeinde Glashütten, in die gleichzeitig die Gemeinde Schloßborn eingegliedert wurde, in den Hochtaunuskreis. Die Gemeinde Reifenberg schied ebenfalls aus dem Kreis aus und wurde nach Schmitten im Hochtaunuskreis eingemeindet.
- Am 1. Januar 1977 wechselte die Gemeinde Niedernhausen in den neuen Rheingau-Taunus-Kreis. Die Gemeinden Auringen, Breckenheim, Delkenheim, Medenbach, Naurod und Nordenstadt wurden in die kreisfreie Stadt Wiesbaden eingegliedert.

Seit dem Abschluss der Gebietsreform hat der Main-Taunus-Kreis zwölf Kommunen, davon neun Städte. Kreisstadt und Verwaltungssitz war ab 1928 der Frankfurter Stadtteil Höchst. Mit Wirkung vom 1. Januar 1980 wurde Hofheim am Taunus durch Gesetz zum Sitz der Kreisverwaltung bestimmt, doch wurde diese erst 1987 mit der Fertigstellung des neuen Kreishauses nach Hofheim verlegt.
Im Februar 2004 thematisierte der damalige Landrat Jürgen Banzer (CDU) des benachbarten Hochtaunuskreises eine mögliche Fusion des Hochtaunuskreises mit dem ähnlich strukturierten Main-Taunus-Kreis. Mit einer Zusammenlegung beider Landkreise könnten Einsparungen von 18 bis 20 Millionen Euro jährlich erzielt werden.
Der Landkreis Main-Taunus rief am 9. Oktober 2015 wegen der kurzfristigen Aufnahme von bis zu tausend Flüchtlingen den Katastrophenfall aus. Nach Angaben von Landrat Michael Cyriax ist es das erste Mal seit dem Jahr 1945, dass im Kreis der Katastrophenfall festgestellt wurde. Nach Meinung des hessischen Innenministeriums war dieser Schritt nicht nötig, dem Kreis ständen auch ohne die Ausrufung alle Mittel des Landes zur Verfügung.

### Einwohnerstatistik

Einwohnerentwicklung des Main-Taunus-Kreis von 1933 bis 2016

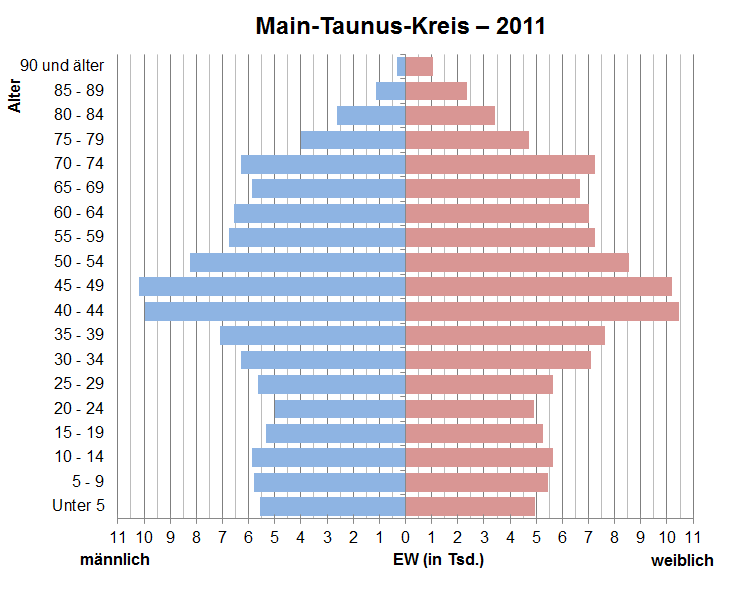
Bevölkerungspyramide für den Main-Taunus-Kreis (Datenquelle: Zensus 2011)

Die Bevölkerung im Main-Taunus-Kreis stammt aus 154 Nationen. Rund 2300 Koreaner leben im Kreisgebiet und bilden die größte koreanische Gemeinde Deutschlands.
| Jahr | Einwohner | Quelle |
| ---- | --------- | ------ |
| 1933 | 067.415   | [ 14 ] |
| 1939 | 071.235   | [ 14 ] |
| 1950 | 100.234   | [ 14 ] |
| 1960 | 124.500   | [ 14 ] |
| 1970 | 187.000   | [ 15 ] |
| 1980 | 201.200   | [ 14 ] |
| 1990 | 206.400   | [ 14 ] |
| 2000 | 220.264   | [ 16 ] |
| 2010 | 227.425   | [ 17 ] |
| 2015 | 230.868   | [ 18 ] |
| 2018 | 237.265   | [ 19 ] |

### Konfessionsstatistik
Laut der Volkszählung 2011 waren 27,3 % der Einwohner evangelisch, 31,2 % römisch-katholisch und 41,5 % waren konfessionslos, gehörten einer anderen Glaubensgemeinschaft an oder machten keine Angabe. Die Zahl der Protestanten und Katholiken ist seitdem gesunken, Ihr Anteil an der Gesamtbevölkerung liegt mittlerweile unter 50 %. Ende 2019 hatte der Main-Taunus-Kreis rund 240.000 Einwohner, davon 26,8 % (64.392) Katholiken. Ende 2020 lebten im Main-Taunus-Kreis zirka 26 % (63.063) Katholiken und 23 % (ca. 55.000) Protestanten. 51 % der Einwohner waren konfessionslos, gehörten einer anderen Glaubensgemeinschaft an oder machten keine Angabe.

## Politik

### Haushalt
Der Main-Taunus-Kreis weist im Haushaltsjahr 2017 Erträge (Einnahmen) in Höhe von 413,749 Millionen Euro vor. Dem stehen Aufwendungen (Ausgaben) in Höhe von 413,793 Millionen Euro gegenüber. Der Landkreis hat 406,873 Millionen Euro Schulden.

### Kreistag
Die Kommunalwahl am 14. März 2021 lieferte folgendes Ergebnis, in Vergleich gesetzt zu früheren Kommunalwahlen:
| Wahlergebnis und Sitzverteilung | Wahlergebnis und Sitzverteilung |
| --- | --- |
| Wahl des Kreistages des Main-Taunus-Kreises 2021 %403020100 37,322,216,18,06,25,63,70,9 CDUGrüneSPDFDPAfDFWGLinkePARTEIGewinne und Verlusteim Vergleich zu 2016 %p 8 6 4 2 0 −2 −4 −6 −8+3,6+8,0−4,5−1,3−6,5−0,1+0,9CDUGrüneSPDFDPAfDFWGLinkePARTEI | Sitzverteilung im Kreistag des Main-Taunus-Kreises 2021Insgesamt 81 Sitze - PARTEI: 1 - Linke: 3 - SPD: 13 - Grüne: 18 - FDP: 6 - CDU: 30 - FWG: 5 - AfD: 5 |

Es waren 81 Kreistagsabgeordnete für die Legislaturperiode vom 1. April 2016 bis 31. März 2021 zu wählen. Von 180.077 Wahlberechtigten gingen 94.679 zur Wahl. Somit stieg die Wahlbeteiligung von 49,9 Prozent im Jahr 2011 auf 52,6 Prozent im Jahr 2016.
| Wahlvorschläge                              | Wahlvorschläge             | 2021     | 2021  |          | 2016  | 2016     |       | 2011     | 2011  |          | 2006  | 2006 |  | 2001 | 2001 |
| Wahlvorschläge                              | Wahlvorschläge             | Anteil a | Sitze | Anteil a | Sitze | Anteil a | Sitze | Anteil a | Sitze | Anteil a | Sitze |      |  |      |      |
| Christlich Demokratische Union Deutschlands | CDU                        | 37,3     | 30    | 33,6     | 27    | 41,9     | 34    | 46,2     | 37    | 44,0     | 36    |      |  |      |      |
| Sozialdemokratische Partei Deutschlands     | SPD                        | 16,1     | 13    | 20,6     | 17    | 22,6     | 19    | 24,2     | 20    | 28,7     | 23    |      |  |      |      |
| Bündnis 90/Die Grünen                       | GRÜNE                      | 22,2     | 18    | 14,2     | 11    | 21,3     | 17    | 11,2     | 09    | 11,6     | 09    |      |  |      |      |
| Alternative für Deutschland                 | AfD                        | 06,2     | 05    | 12,7     | 10    | —        | —     | —        | —     | —        | —     |      |  |      |      |
| Freie Demokratische Partei                  | FDP                        | 08,0     | 06    | 09,3     | 08    | 05,2     | 04    | 08,2     | 07    | 06,7     | 06    |      |  |      |      |
| Freie Wählergemeinschaft Main-Taunus-Kreis  | FWG                        | 05,6     | 05    | 05,7     | 05    | 04,9     | 04    | 04,6     | 04    | 04,8     | 04    |      |  |      |      |
| Die Linke                                   | DIE LINKE                  | 03,7     | 03    | 03,8     | 03    | 02,6     | 02    | 02,1     | 02    | —        | —     |      |  |      |      |
| Die PARTEI                                  | PARTEI                     | 00,9     | 01    | —        | —     | —        | —     | —        | —     | —        | —     |      |  |      |      |
| Die freien Bürger                           | dfb                        | —        | —     | —        | —     | 01,5     | 01    | 01,6     | 01    | 01,7     | 01    |      |  |      |      |
| Die Republikaner                            | REP                        | —        | —     | —        | —     | —        | —     | 01,7     | 01    | 02,6     | 02    |      |  |      |      |
| Gesamt                                      | Gesamt                     | 100      | 81    | 100      | 81    | 100      | 81    | 100      | 81    | 100      | 81    |      |  |      |      |
| Wahlbeteiligung in Prozent                  | Wahlbeteiligung in Prozent |          |       | 52,6     | 52,6  | 49,9     | 49,9  | 47,2     | 47,2  | 55,0     | 55,0  |      |  |      |      |

Nach der Kommunalwahl 2011 konnte die Koalition aus CDU und FDP nicht fortgesetzt werden, da diese keine Mehrheit im Kreistag hatte. Daher wurde die Koalition um die FWG erweitert, so dass CDU, FDP und FWG eine Koalition im Kreistag bildeten. Im Januar 2014 traten zwei Kreistagsabgeordnete aus der Fraktion der Grünen zur Wählergemeinschaft Die Linke über. Hintergrund war die Bildung einer schwarz-grünen Landesregierung in Hessen.

### Landrat und Kreisausschuss
Nach der hessischen Kommunalverfassung wird der Landrat für eine sechsjährige Amtszeit gewählt, seit dem Jahr 1993 in einer Direktwahl, und ist Vorsitzender des Kreisausschusses, dem im Main-Taunus-Kreis neben dem Landrat hauptamtlich ein Erster Kreisbeigeordneter und zwei Kreisbeigeordnete sowie ehrenamtlich 13 weitere Kreisbeigeordnete angehören. Landrat ist seit dem 1. Oktober 2011 Michael Cyriax (CDU), der zuvor schon als Kreisbeigeordneter Mitglied im Kreisausschuss war. Er wurde als Nachfolger von Berthold R. Gall (CDU), der nach zwei Amtszeiten nicht wieder kandidiert hatte, am 27. März 2011 im ersten Wahlgang bei 49,6 Prozent Wahlbeteiligung mit 61,5 Prozent der Stimmen gewählt. Es folgten zwei Wiederwahlen, zuletzt im Juni 2023.
Amtszeiten der Landräte
- 2011–2029 Michael Cyriax (CDU)[33]
- 1999–2011 Berthold R. Gall (CDU)
- 1990–1999 Jochen Riebel (CDU)

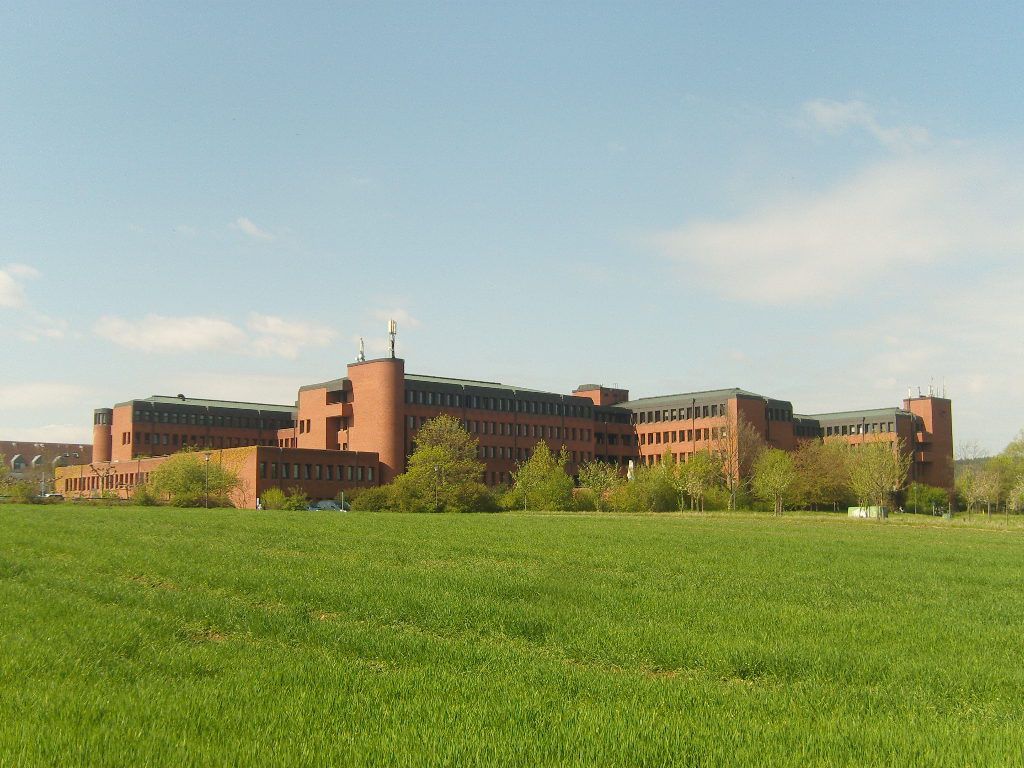
Das Landratsamt in Hofheim-Marxheim ist der 1987 bezogene Hauptsitz der Kreisverwaltung

- 1978–1989 Bernward Löwenberg (CDU)
- 1966–1978 Valentin Jost (SPD)
- 1946–1966 Joseph Wagenbach (CDU)
- 1945–1946 Walter Weber
- 1939–1945 Franz Brunnträger (NSDAP)
- 1933–1939 Ernst Janke
- 1928–1933 Wilhelm Apel (SPD)

Kreisausschuss
Der Kreisausschuss ist als Kollegialorgan die Verwaltungsbehörde des Landkreises. Er besteht aus dem Landrat als Vorsitzenden, dem Ersten Kreisbeigeordneten und weiteren Kreisbeigeordneten. In der Praxis besteht die weit überwiegende Mehrheit des Kreisausschusses aus ehrenamtlichen Mitgliedern. Die Zahl der hauptamtlichen Kreisbeigeordneten darf die der ehrenamtlichen jedenfalls nicht übersteigen.
Der Kreisausschuss besorgt die laufende Verwaltung und wird von den Kreisbediensteten unterstützt. Diese stellt er ein, befördert und entlässt sie. Er trifft die Entscheidungen zu laufenden Verwaltungsangelegenheiten, bereitet gemeinsam mit der Verwaltung die Beschlüsse des Kreistags vor und führt diese aus. Er wirkt mit bei der Ausführung der Gesetze und Verordnungen innerhalb des Kreises, bei der Verwaltung des Vermögens, bei der Erstellung des Haushaltsplanes sowie bei der Überwachung des Kassen- und Rechnungswesens. Er tagt unter Vorsitz des Landrats in nicht-öffentlichen Sitzungen. An den Sitzungen des Kreistags nimmt der Kreisausschuss ohne Stimmrecht teil.
Die ehrenamtlichen Kreisbeigeordneten werden vom Kreistag in oder bald nach der konstituierenden Sitzung für die fünfjährige Wahlperiode bis zur nächsten Kommunalwahl in den Kreisausschuss gewählt. Für die Dauer ihrer Wahlzeit werden sie zu Ehrenbeamten ernannt und können zwar zurücktreten, aber im Gegensatz zu hauptamtlichen Kreisausschussmitgliedern nicht abgewählt werden. Die Stärke der im Kreistag vertretenen Fraktionen spiegelt sich grundsätzlich in der Zusammensetzung des ehrenamtlichen Kreisausschusses wider.
Hauptamtliche Kreisbeigeordnete werden vom Kreistag auf die Dauer von sechs Jahren als Wahlbeamte gewählt. Im Main-Taunus-Kreis gibt es vier hauptamtliche Kreisausschussmitglieder:
- Landrat Michael Cyriax (CDU),[33]
- Erste Kreisbeigeordnete Madlen Overdick (Grüne), seit 14. Dezember 2021 im Amt[42]
- Kreisbeigeordneter Johannes Baron (FDP), seit 1. April 2014 im Amt und bis 31. März 2026 wiedergewählt[43]
- Kreisbeigeordneter Axel Fink (CDU),[44] seit 1. Mai 2022 im Amt.

Nach dem Geschäftsverteilungsplan des Landrats sind diese vier als Dezernenten jeweils für einen Teil der Ämter und Fachbereiche der Kreisverwaltung zuständig. Darüber hinaus hat auch eine ehrenamtliche Kreisbeigeordnete ein kleiner zugeschnittenes Dezernat übernommen.

### Hoheitssymbole
Der Main-Taunus-Kreis führt ein Wappen, eine Hiss- und eine Bannerflagge. Die Kreisverwaltung verwendet in Medien ein Logo.

#### Wappen
Am 30. März 1950 stimmte der Kreistag nach eingehender Beratung (bei Stimmenthaltung der Kommunistischen Partei Deutschlands) einer Vorlage des Kreisausschusses über die Führung eines Kreiswappens zu. In Ausführung dieses Beschlusses und eines nachfolgenden Beschlusses der Staatsregierung verlieh der hessische Innenminister mit Erlass vom 19. Juni 1950 dem Kreis das Recht zum Führen des Wappens. Bei der Gestaltung des Wappens wirkte das Hessische Staatsarchiv mit und bestätigte in einem Gutachten die Wahl der Symbole.
| Wappen des Main-Taunus-Kreises | Blasonierung: „Im geteilten Schild, im oberen Feld in Rot ein Rad in Silber. Im unteren Feld in Silber drei Sparren in Rot.“ |
| Wappen des Main-Taunus-Kreises | Wappenbegründung: Das Rad ist das Mainzer Rad, die Wappenfigur der Erzbischöfe von Mainz. Die Sparren sind die Wappenfigur der Herren von Eppstein, deren Herrschaftsgebiet 1581 überwiegend von Mainz übernommen wurden. Beide Parteien bestimmten die Geschichte des Kreisgebietes. |

#### Flagge

Hissflagge des Main-Taunus-Kreises
Bannerflagge des Main-Taunus-Kreises

In der Sitzung vom 9. September 1955 beschloss der Kreistag einstimmig, dass die Flagge in einem rot-weiß geteilten Feld das Wappen zeigt. Das Staatsarchiv hatte hiergegen Bedenken, sodass der Kreistag in einem abgeänderten Beschluss vom 25. November 1955 entschied, dass die Flagge in einer weißen Mittelbahn zwischen zwei schmäleren roten Seitenstreifen das Wappen zeigt. Der hessische Innenminister erteilte mit Urkunde vom 30. Januar 1956 die Genehmigung zur Führung der Flagge in dieser Form.

#### Logo

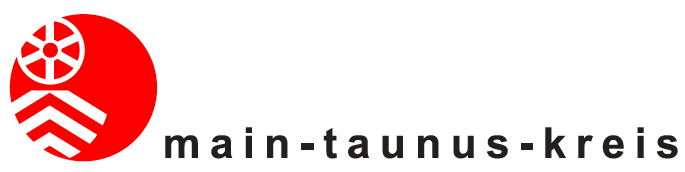
Logo des Main-Taunus-Kreises

Vor dem heute verwendeten roten „Punkt“ hatte die Kreisverwaltung bereits ein Logo. Diese grüne „Locke“ entstand um das Jahr 1987 und die Verwendung war zwischenzeitlich wieder vom Wappen abgelöst worden. Da das Wappen als konservativ und nicht originell empfunden wurde, führte die Kreisverwaltung als Symbol einer modernen Verwaltung ein neues Logo ein. Seit dem Frühjahr 2001 wird es z. B. in Anschreiben, Urkunden, Pressemitteilungen, Internetauftritt, Jahresberichten, Infobroschüren, Stellenanzeigen usw. verwendet. Das Logo wurde vom Grafiker Dejan Pavlović entworfen und zeigt das kreisförmig stilisierte Wappen mit dem rechts daneben stehenden Kreisnamen. Die abstrakte Kreisform soll von Weitem einen schnelleren Wiedererkennungswert sowie verschiedene gestalterische Möglichkeiten gewährleisten.

### Kreispartnerschaften
Der Main-Taunus-Kreis unterhält seit 1979 (offiziell seit 1992) eine Partnerschaft mit dem englischen Metropolitan Borough of Solihull in der Region West Midlands. 2006 kam eine weitere Partnerschaft mit dem Loudoun County im US-amerikanischen Bundesstaat Virginia hinzu.

## Wirtschaft

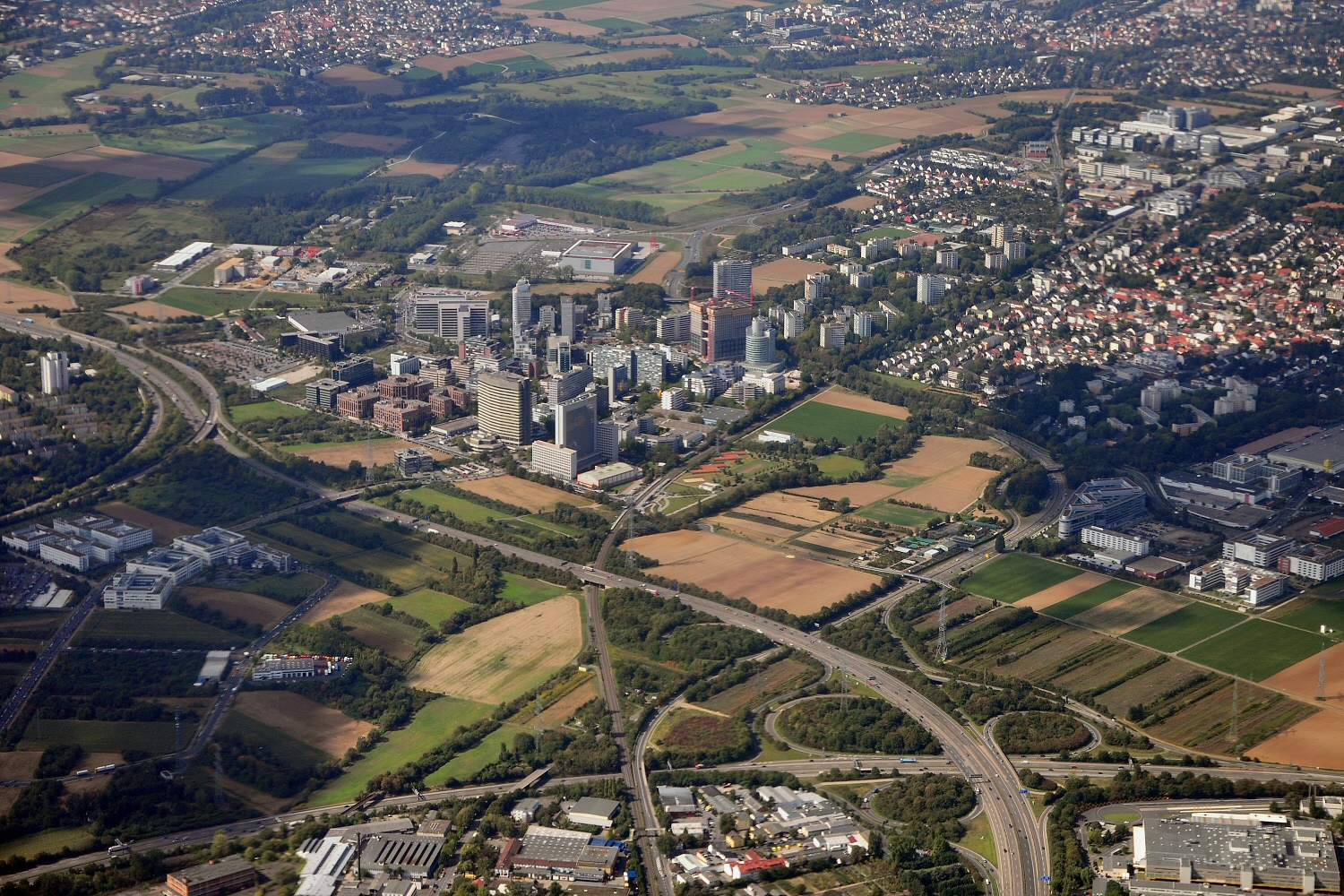
Blick auf das Eschborner Gewerbegebiet mit der A 66

Wirtschaftlich profitiert der Main-Taunus-Kreis von seiner zentralen Lage und seinem suburbanen Charakter. Vor allem das Dienstleistungsgewerbe (tertiärer Sektor) bestimmt die Wirtschaft des Kreises. Vorstadtgemeinden im Osten des Kreisgebietes bewegen durch niedrigere Gewerbesteuersätze Unternehmen aus Frankfurt zur Umsiedlung auf ihr Stadtgebiet.

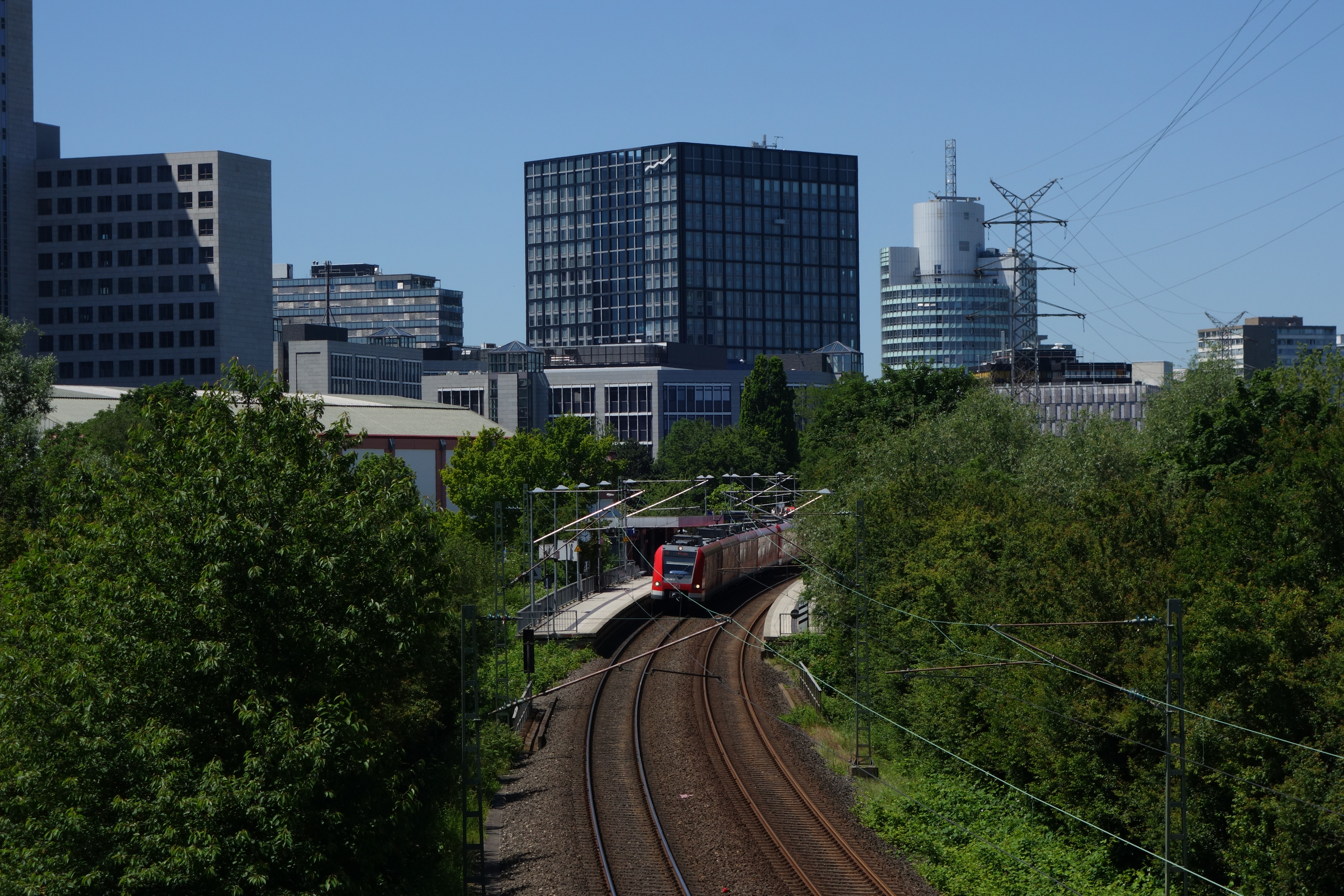
The Cube, Hauptsitz der Deutschen Börse, über dem S-Bahn-Haltepunkt Eschborn Süd

Eschborn wurde auf diese Weise Sitz bedeutender Unternehmen, insbesondere von Teilen der Deutschen Bank, der Deutschen Börse und von Vodafone. Auch Schwalbach, Sulzbach, Bad Soden und Kriftel profitieren in erheblichem Maße von der Gewerbesuburbanisierung. In Sulzbach befindet sich das Main-Taunus-Zentrum, das älteste und bis heute eines der größten Einkaufszentren Deutschlands. In Eschborn und Hofheim-Wallau befinden sich zwei große Agglomerationen von Fach- und Großmärkten, die, wie auch das Main-Taunus-Zentrum, hervorragend an das Autobahnnetz, jedoch in nur bescheidener Form an den öffentlichen Personennahverkehr angeschlossen sind.
In geringerem Maße besaß und besitzt der Kreis auch Industriebetriebe. Sarotti in Hattersheim ist stillgelegt und zum Teil abgerissen; das neuerbaute Sarotti-Center, ein Nahversorgungs-Einkaufszentrum, erinnert im Namen daran. In Kelkheim steht eine mittelständische Möbelindustrie. Unmittelbar jenseits der Kreisgrenzen, in Frankfurt-Höchst, Rüsselsheim am Main und den rechtsrheinischen Mainzer Vororten befinden sich weitere große Industrieunternehmen, von denen Opel in Rüsselsheim das größte ist.
Trotz der soliden wirtschaftlichen Grundlage sind die meisten Städte des Kreises Pendlerwohngemeinden; zehntausende Arbeitnehmer fahren täglich nach Frankfurt zur Arbeit, viele weitere nach Wiesbaden, Mainz oder andere Städte der Region.
Land- und Forstwirtschaft spielen eine zunehmend geringere Rolle. Die Landwirtschaft ist von Streuobstwiesen geprägt, die zur Produktion des bekannten Apfelweins beitragen. Die bekannteste Obstbaugemeinde im Kreis ist Kriftel. In Hochheim, Flörsheim-Wicker und Flörsheim wird Wein angebaut. Weinrechtlich zählen diese Orte zum Rheingau.

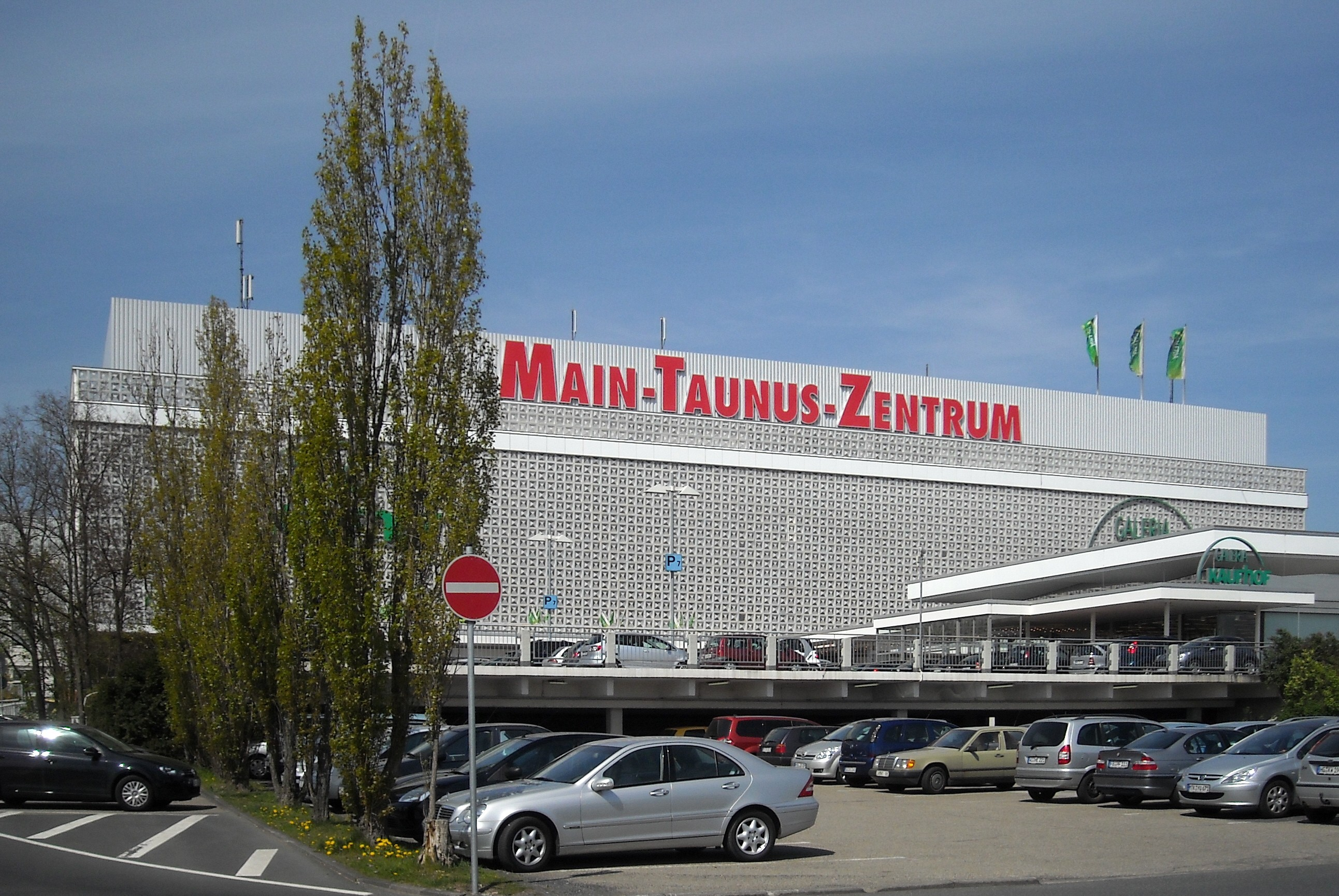
Main-Taunus-Zentrum in Sulzbach

Der Main-Taunus-Kreis verzeichnete im Jahr 2020 mit 129,9 des Bundesdurchschnitts (100,0) den fünfthöchsten Kaufkraftindex aller deutschen Land- und Stadtkreise. 2020 betrug das durchschnittlich zur freien Verfügung stehende Einkommen aller Einwohner des Landkreises 7,238 Milliarden Euro. Bemerkenswert ist, dass alle zwölf Kommunen im Main-Taunus-Kreis einen weit überdurchschnittlich hohen Kaufkraftindex aufweisen.
Im Zukunftsatlas 2016 belegte der Main-Taunus-Kreis Platz 13 von 402 Landkreisen, Kommunalverbänden und kreisfreien Städten in Deutschland und zählt damit zu den Regionen mit „sehr hohen Zukunftschancen“. In der Ausgabe von 2019 lag er auf Platz 11 von 401.

## Medizinische Versorgung

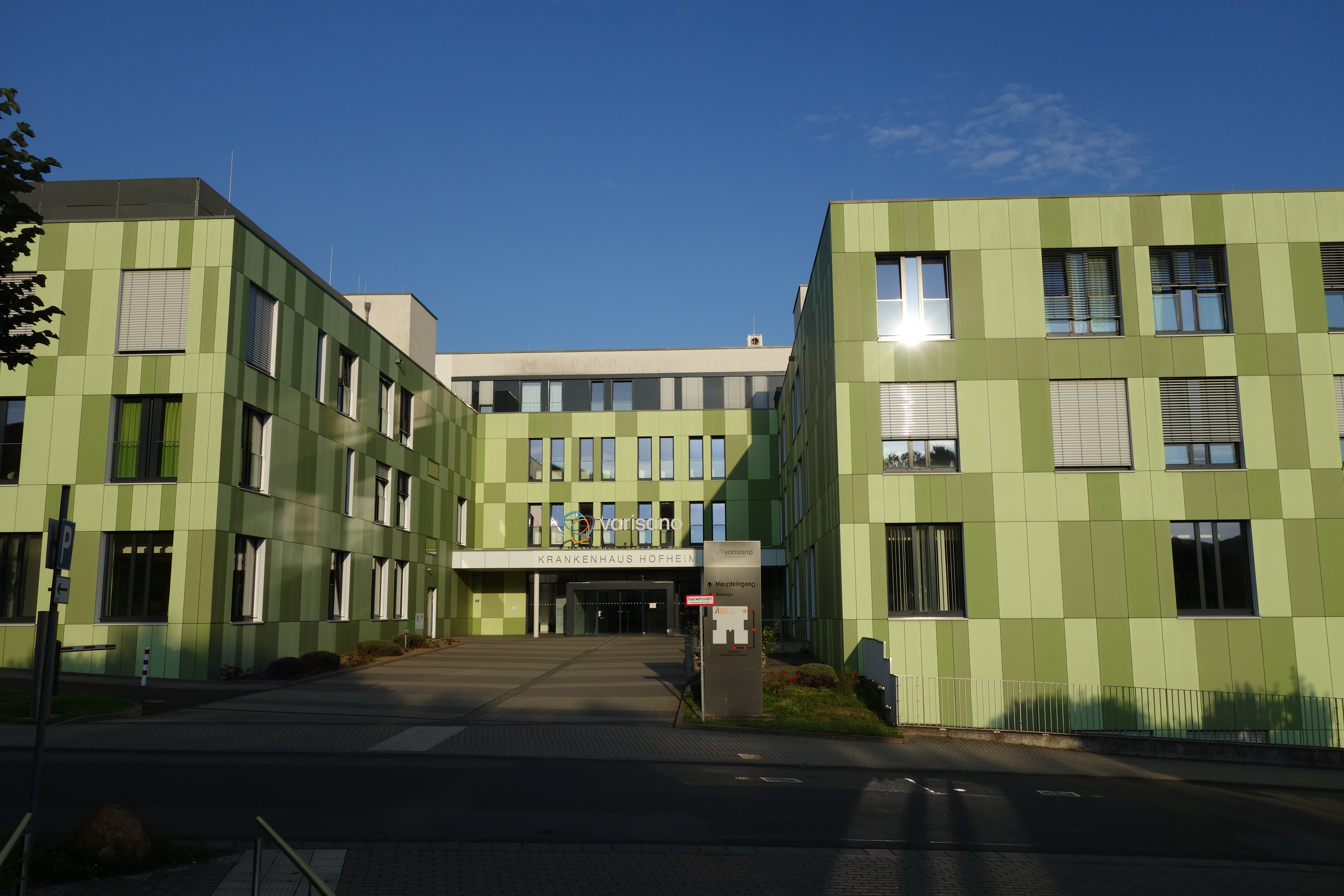
Krankenhaus Hofheim

Der Kreis betreibt die Kliniken des Main-Taunus-Kreises, eine kommunale Zweckgesellschaft. Dazu zählen die Krankenhäuser in Hofheim und Bad Soden, medizinische Versorgungszentren in Hofheim, Bad Soden, Kelkheim und Flörsheim, die Privatklinik Main-Taunus in Bad Soden, die Seniorenresidenz Main-Taunus-Kreis in Eppstein, ein Hospiz in Flörsheim sowie einen Catering-Dienstleister.

## Verkehr

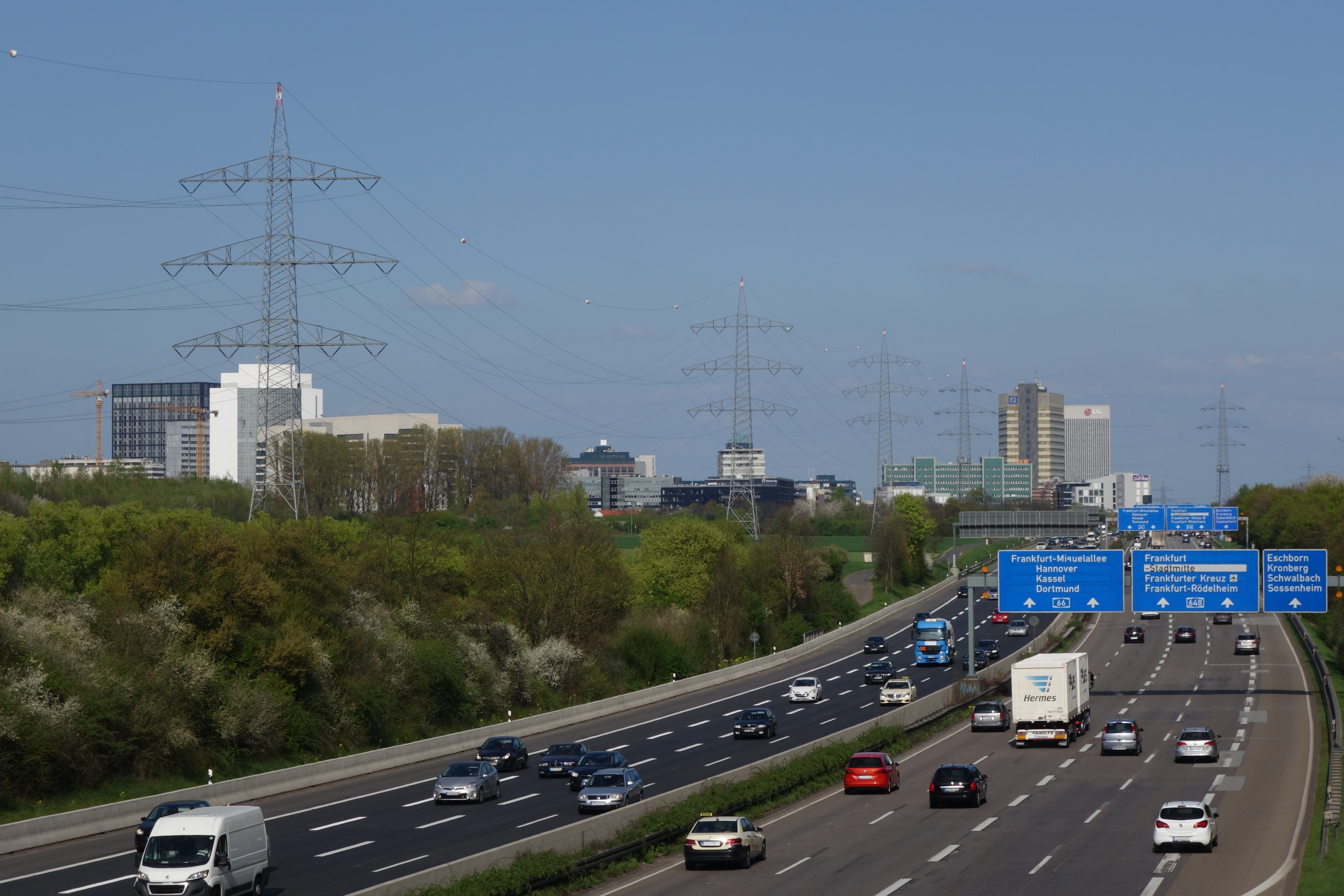
A 66 kurz vor der Anschlussstelle Eschborn, Ausfädelung zur A 648 des folgenden Eschborner Dreiecks

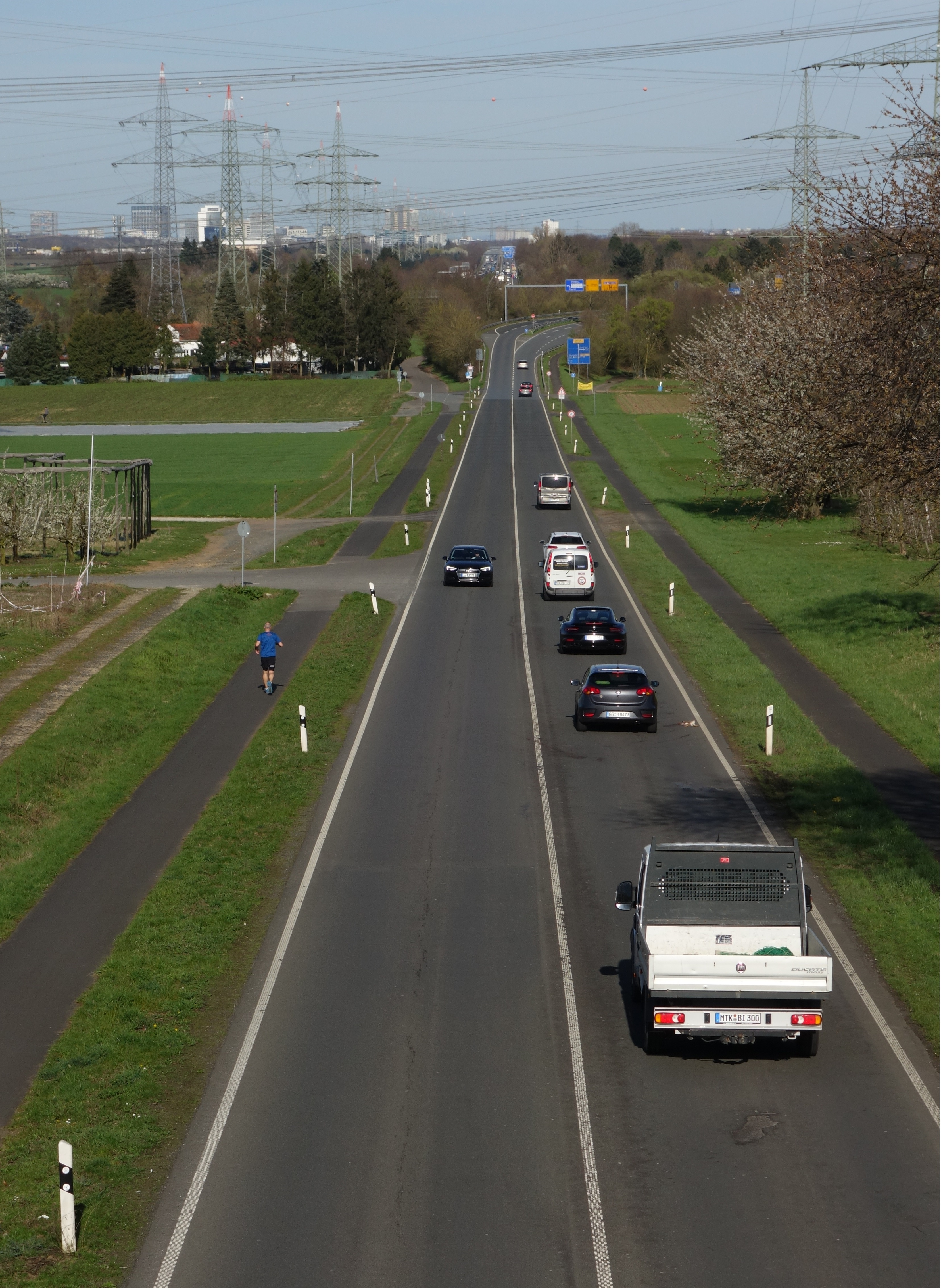
Elisabethenstraße im Verlauf der Landstraße L 3018 bei Kriftel. Die Fortsetzung gen Horizont ist bereits Teil der A 66

Der Landkreis liegt im Zentrum einer Großstadtregion und wird von zahlreichen Verkehrswegen von teilweise internationaler Bedeutung durchzogen.

### Straßenverkehr
Für den Landkreis selbst und die Region Wiesbaden-Frankfurt bildet die ursprünglich als Rhein-Main-Schnellweg bekannte Autobahn A 66 die Hauptverkehrsader. Sie durchzieht das Kreisgebiet in Ost-West-Richtung und verbindet es mit den beiden benachbarten Großstädten und mit Mainz. Über das Wiesbadener Kreuz, das Westkreuz Frankfurt und das Nordwestkreuz Frankfurt ist die A 66 mit der A 3 und der A 5 verknüpft. Damit bestehen schnelle Verbindungen zum Frankfurter Flughafen einerseits und andererseits über das Bundesfernstraßennetz in alle Himmelsrichtungen.
Außer dem Wiesbadener Kreuz bei Hofheim-Wallau hat die Autobahn A 3 auf Kreisgebiet keine Anschlussstelle. Sie verläuft an der Westgrenze und im Süden des Kreises und verbindet die Ballungsräume in Holland und Rhein-Ruhr mit Frankfurt und dem Südosten Mitteleuropas.
Die B 40 verknüpft die A 66 über die A 671 und die Theodor-Heuss-Brücke mit Mainz und vom Krifteler Dreieck aus über die Sindlinger Mainbrücke mit Kelsterbach, dem Frankfurter Flughafen und den südlichen Frankfurter Stadtteilen.
Die A 671 ist Teil des Mainzer Autobahnrings und für die Stadt Hochheim von großer Bedeutung. Die autobahnähnlich ausgebaute B 8 verbindet die A 66 und Frankfurt-Höchst mit Bad Soden, Kelkheim und Königstein im Taunus.
Auch die Bundesstraßen B 455 (Wiesbaden–Königstein) und B 519 (Königstein–Rüsselsheim am Main) führen durchs Kreisgebiet.
Die historische Elisabethenstraße verläuft aus Mainz kommend über Hochheim, Hofheim und Kriftel in nordöstlicher Richtung weiter auf der Grenze zwischen Frankfurt und Sulzbach sowie Eschborn.

### Schienenverkehr

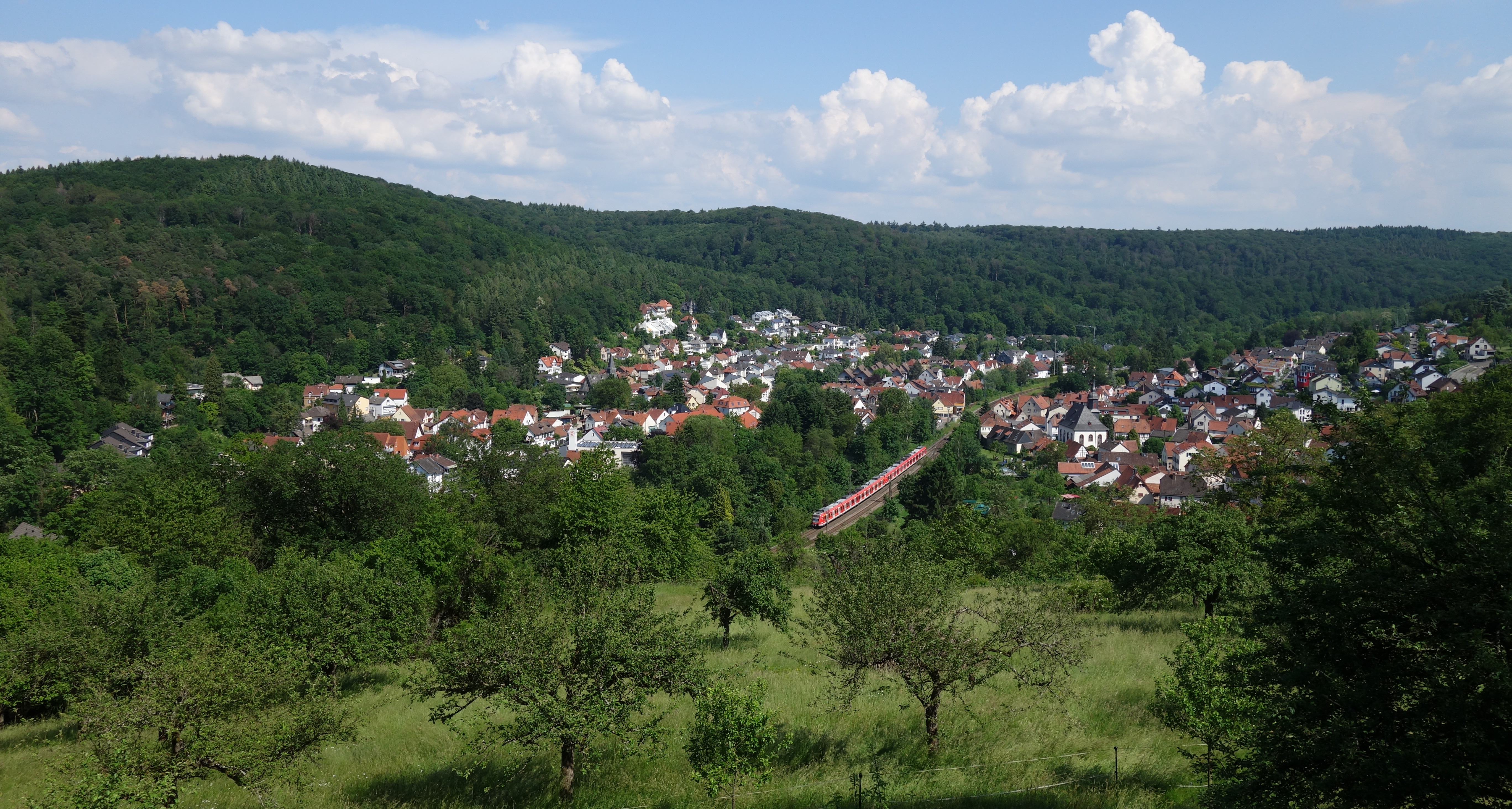
Ein Triebzug der Baureihe 423 fährt auf der Main-Lahn-Bahn durch Lorsbach als S-Bahn der Linie S 2 nach Niedernhausen.

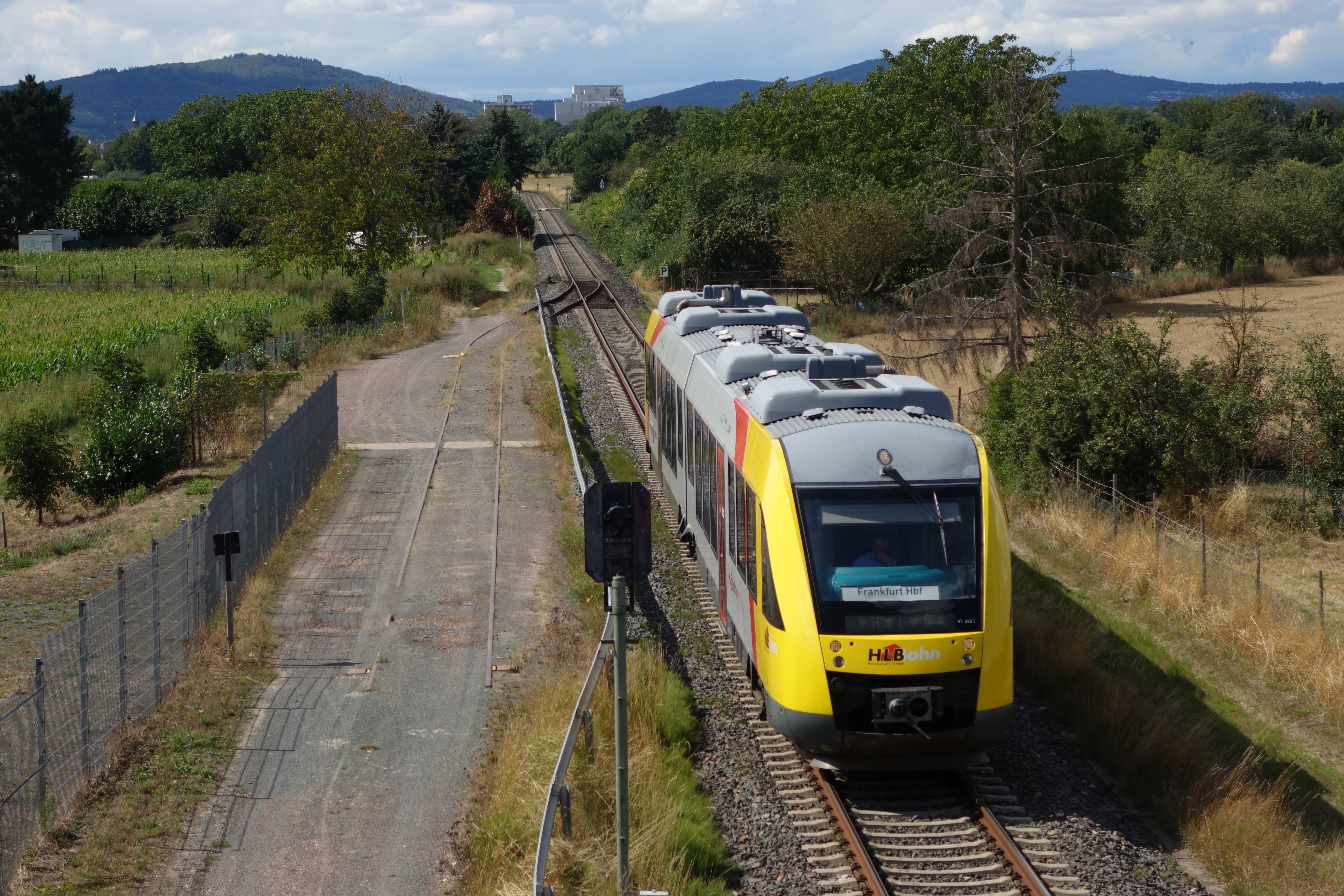
Triebwagen der Frankfurt-Königsteiner Eisenbahn zwischen Ober- und Unterliederbach. Am Horizont erkennbar einige Berge des Main-Taunus-Kreises (von links): Staufen, Rossert (Hauptgipfel etwas verdeckt) sowie Atzelberg samt Fernmeldeturm.

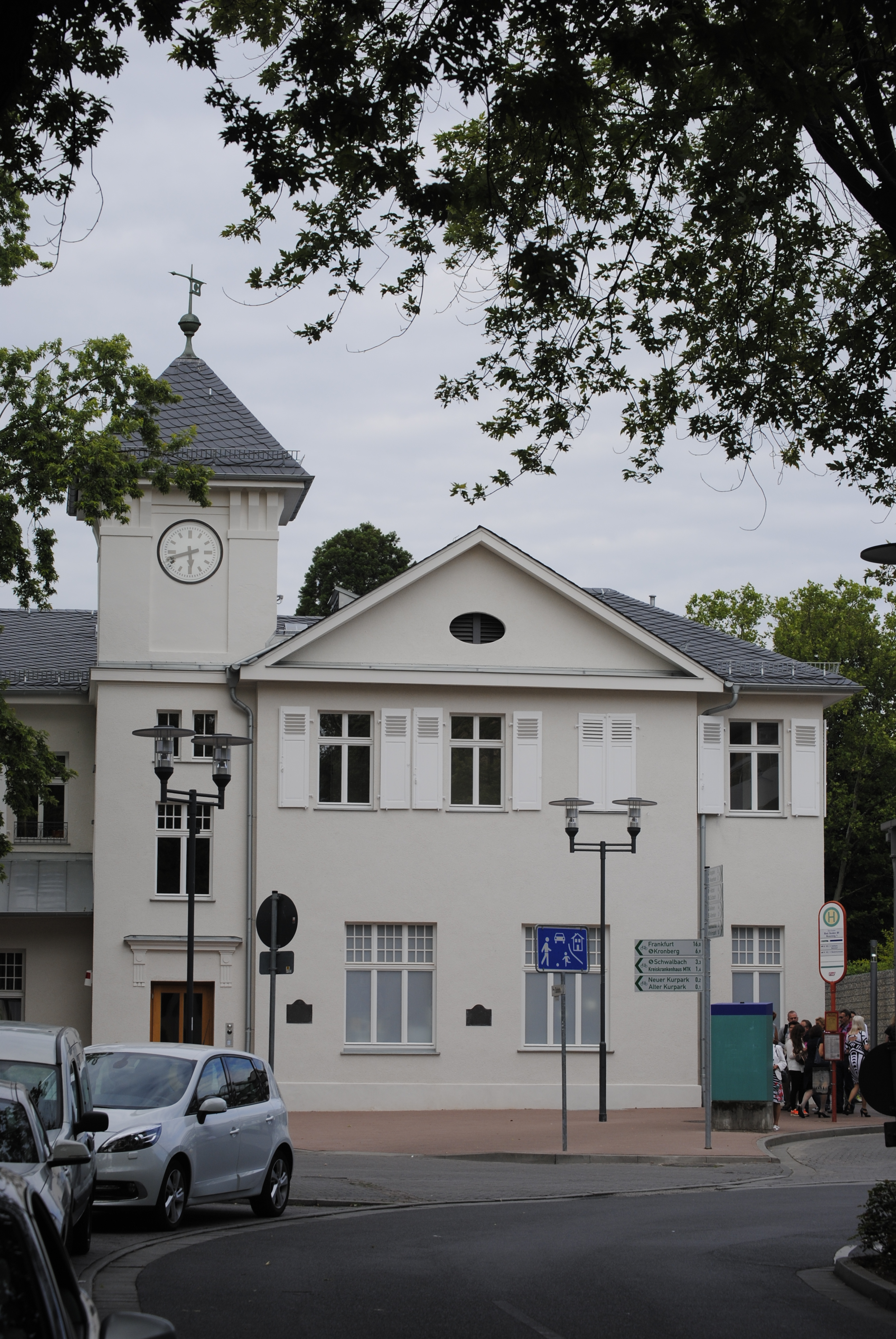
Der Bahnhof Bad Soden (Taunus) ist Endstation der S-Bahn-Linie S3 und der Sodener Bahn.

Insgesamt sieben Eisenbahnstrecken führen durch den kleinen Main-Taunus-Kreis. Alle zwölf Gemeinden haben Schienenanschluss.
Die überregional wichtigste Schienenstrecke, allerdings ohne Haltebahnhof im Kreisgebiet, ist die im Jahr 2002 in Betrieb genommene Schnellfahrstrecke Köln–Rhein/Main, die Frankfurt und Köln in rund einer Stunde miteinander verbindet. Sie verläuft weitgehend parallel zur Autobahn A 3 in Form einer Verkehrswegebündelung. Bei Hofheim-Wallau zweigt eine nach Wiesbaden führende Nebenlinie der Schnellfahrstrecke von der Hauptstrecke ab.
Der Kreis selbst wird durch Eisenbahnlinien erschlossen, die vom Bahnhof Frankfurt-Höchst strahlenförmig ausgehen:
- die S-Bahn-Linien S1 über Hattersheim, Flörsheim und Hochheim nach Mainz-Kastel und Wiesbaden,
- die S2 über Kriftel, Hofheim und Eppstein nach Niedernhausen,
- die von der Frankfurt-Königsteiner Eisenbahn bediente Königsteiner Bahn über Liederbach und Kelkheim nach Königstein,
- die Sodener Bahn (ebenfalls FKE) von Frankfurt-Höchst über Sulzbach nach Bad Soden.

Zwei weitere S-Bahn-Linien erreichen das Kreisgebiet vom Frankfurter Hauptbahnhof aus:
- die S3 über Eschborn, Schwalbach und Sulzbach nach Bad Soden, und
- die S4 über Eschborn nach Kronberg.

Außerdem steht ein dichtes Omnibusnetz zur Verfügung. In der Kreisstadt Hofheim hat der Rhein-Main-Verkehrsverbund (RMV) seinen Sitz.
Der Bau einer Ringbahn, die wichtige westliche Vororte untereinander verknüpfen und die Umsteigeknoten in der Frankfurter Innenstadt entlasten soll, ist seit Mitte der 1990er-Jahre geplant. 2017 begann das Planfeststellungsverfahren. Die Inbetriebnahme war damals für 2023 oder 2024 anvisiert. Die Baugenehmigung für den Abschnitt Nord wurde jedoch erst im Sommer 2023 erteilt. Bis 2024 soll die Baugenehmigung für den Abschnitt Süd beantragt werden.[veraltet] Ab 2028 sollen die ersten Züge die Strecke befahren. Die Regionaltangente West soll in Bad Homburg beginnen, die Stadt Eschborn mit Frankfurt-Höchst und dem Flughafen Frankfurt verbinden und bis Neu-Isenburg und Dreieich führen.

### Luftverkehr
Der internationale Flughafen Frankfurt Main liegt nur wenige Kilometer außerhalb des Kreisgebietes und ist in wenigen Minuten erreichbar. In Hattersheim und Kriftel haben sich deshalb flughafenbezogene Unternehmen angesiedelt. Der Kreis trägt nicht nur die Vorteile der Nähe zum Flughafen: Mehrere Kommunen im Kreisgebiet – insbesondere die Städte Hattersheim, Hochheim und Flörsheim – sind von Fluglärm betroffen. Das Ausmaß des Lärms wird vom Deutschen Fluglärmdienst erfasst und langfristig dokumentiert, der seinen Sitz in Eppstein hat.
Der Flugplatz Wiesbaden-Erbenheim liegt rund einen Kilometer westlich der Kreisgrenze und war in den 1980er-Jahren als möglicher Satellitenflughafen für Rhein-Main Gegenstand konkreter Ausbauplanungen. Der Flugplatz wird seit 1973 von der United States Army Europe and Africa genutzt, die eine zivile Umnutzung nicht gestattet.
Der Flughafen Frankfurt-Hahn im Land Rheinland-Pfalz liegt etwa hundert Kilometer westlich des Kreises.

### Binnenschifffahrt
Im Main-Taunus-Kreis gibt es nur einen größeren Binnenhafen, in Flörsheim-Keramag. In der unmittelbaren Umgebung bestehen jedoch weitere Häfen, so im Industriepark Höchst, in Kelsterbach, im Raunheimer Industriegebiet Caltex/Ticona, im Rüsselsheimer Opelwerk und in Mainz-Kostheim (Ortsbezirk von Wiesbaden).
Im Kreisgebiet liegen zwei mit Schleusen ausgestattete Staustufen im Main: die Staustufen Eddersheim und Ginsheim-Gustavsburg.

## Gemeinden
Der Main-Taunus-Kreis zählt zwölf Kommunen, davon neun Städte und drei Gemeinden. Kreisstadt und zugleich bevölkerungsreichste Stadt ist Hofheim am Taunus. Eine Besonderheit ist, dass neun der zwölf Kommunen amtliche Namenszusätze wie „(Taunus)“, „am Taunus“ oder „am Main“ führen, die verbindlicher Bestandteil der Gemeindenamen sind.
| Kommune              | Art der Kommune | Einwohner 31. Dezember 2023 | Kaufkraftindex |
| -------------------- | --------------- | --------------------------- | -------------- |
| Hofheim am Taunus    | Kreisstadt      | 39.326                      | 135,4          |
| Hattersheim am Main  | Stadt           | 28.328                      | 110,6          |
| Kelkheim (Taunus)    | Stadt           | 28.273                      | 140,4          |
| Bad Soden am Taunus  | Stadt           | 23.126                      | 170,3          |
| Eschborn             | Stadt           | 22.282                      | 128,6          |
| Flörsheim am Main    | Stadt           | 21.356                      | 105,0          |
| Hochheim am Main     | Stadt           | 18.517                      | 116,3          |
| Schwalbach am Taunus | Stadt           | 15.413                      | 122,7          |
| Eppstein             | Stadt           | 13.008                      | 129,2          |
| Kriftel              | Gemeinde        | 11.212                      | 127,6          |
| Sulzbach (Taunus)    | Gemeinde        | 08.901                      | 132,7          |
| Liederbach am Taunus | Gemeinde        | 08.851                      | 129,3          |

Elf der zwölf Gemeinden zählen zum Bezirk der Industrie- und Handelskammer Frankfurt am Main; lediglich die Stadt Hochheim am Main gehört zum Bezirk der Industrie- und Handelskammer Wiesbaden. Die in der Tabelle angegebenen Kaufkraftindizes beziehen sich auf das Jahr 2020, mit Ausnahme der Angabe für die Stadt Hochheim am Main, die sich auf das Jahr 2019 bezieht.

## Ehemalige Gemeinden
Die folgende Liste enthält alle ehemaligen Gemeinden des Main-Taunus-Kreises und die Daten ihrer Eingemeindungen bzw. Kreiswechsel:
| Gemeinde         | eingemeindet nach         | Datum der Eingemeindung |
| ---------------- | ------------------------- | ----------------------- |
| Altenhain        | Bad Soden am Taunus       | 1. Januar 1977          |
| Auringen         | Wiesbaden                 | 1. Januar 1977          |
| Breckenheim      | Wiesbaden                 | 1. Januar 1977          |
| Bremthal         | Eppstein                  | 1. Januar 1977          |
| Delkenheim       | Wiesbaden                 | 1. Januar 1977          |
| Diedenbergen     | Hofheim am Taunus         | 1. April 1972           |
| Eddersheim       | Hattersheim am Main       | 1. Juli 1972            |
| Ehlhalten        | Eppstein                  | 1. Januar 1977          |
| Eppenhain        | Rossert                   | 31. Dezember 1971       |
| Fischbach        | Kelkheim                  | 1. Januar 1977          |
| Glashütten       | zum Hochtaunuskreis       | 1. August 1972          |
| Hornau           | Kelkheim                  | 1. April 1938           |
| Königshofen      | Niedernhausen             | 1. Oktober 1971         |
| Langenhain       | Hofheim am Taunus         | 31. Dezember 1971       |
| Lorsbach         | Hofheim am Taunus         | 1. Juli 1972            |
| Marxheim         | Hofheim am Taunus         | 1. April 1938           |
| Massenheim       | Hochheim am Main          | 1. Januar 1977          |
| Medenbach        | Wiesbaden                 | 1. Januar 1977          |
| Münster          | Kelkheim                  | 1. April 1938           |
| Naurod           | Wiesbaden                 | 1. Januar 1977          |
| Neuenhain        | Bad Soden am Taunus       | 1. Januar 1977          |
| Niederhöchstadt  | Eschborn                  | 31. Dezember 1971       |
| Niederhofheim    | Liederbach am Taunus      | 31. Dezember 1971       |
| Niederjosbach    | Bremthal                  | 31. Dezember 1971       |
| Niedernhausen    | zum Rheingau-Taunus-Kreis | 1. Januar 1977          |
| Niederreifenberg | Reifenberg                | 31. Dezember 1971       |
| Nordenstadt      | Wiesbaden                 | 1. Januar 1977          |
| Oberems          | Glashütten                | 31. Dezember 1971       |
| Oberliederbach   | Liederbach am Taunus      | 31. Dezember 1971       |
| Oberreifenberg   | Reifenberg                | 31. Dezember 1971       |
| Okriftel         | Hattersheim am Main       | 1. Juli 1972            |
| Reifenberg       | Schmitten                 | 1. August 1972          |
| Rossert          | Kelkheim                  | 1. Januar 1977          |
| Ruppertshain     | Rossert                   | 31. Dezember 1971       |
| Schloßborn       | Glashütten                | 1. August 1972          |
| Vockenhausen     | Eppstein                  | 1. Januar 1977          |
| Wallau           | Hofheim am Taunus         | 1. Januar 1977          |
| Weilbach         | Flörsheim am Main         | 31. Dezember 1971       |
| Wicker           | Flörsheim am Main         | 31. Dezember 1971       |
| Wildsachsen      | Hofheim am Taunus         | 1. Januar 1977          |

## Kfz-Kennzeichen
Am 1. Juli 1956 wurde dem Landkreis das Unterscheidungszeichen FH zugewiesen. Es verwies auf den damaligen Sitz der Kreisverwaltung im Frankfurter Stadtteil Höchst. Am 1. Februar 1980 erhielt der Landkreis das neue, vom Kreisnamen abgeleitete Unterscheidungszeichen MTK.

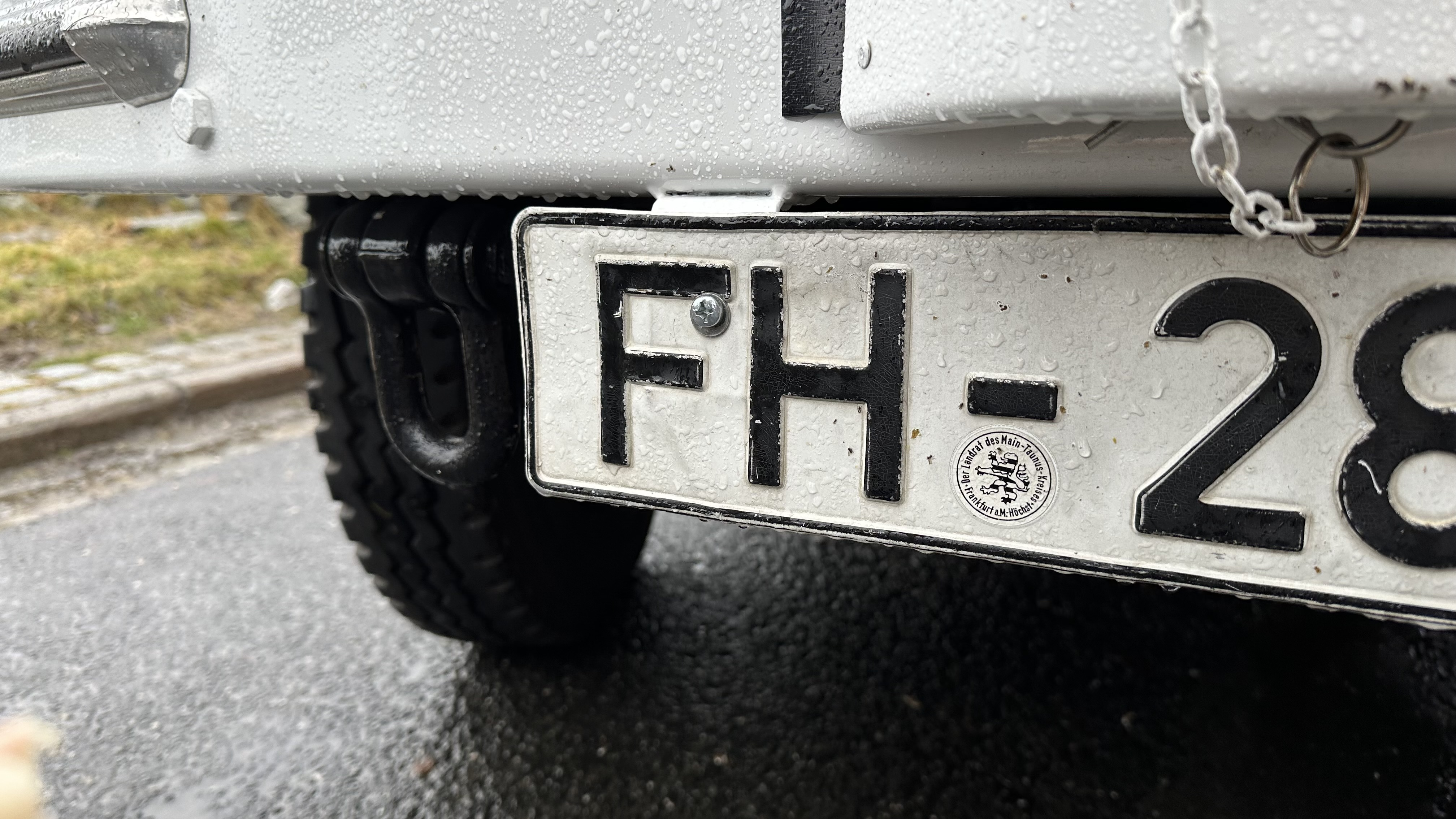
Ehemaliges KFZ-Kennzeichen FH des Main-Taunus-Kreises
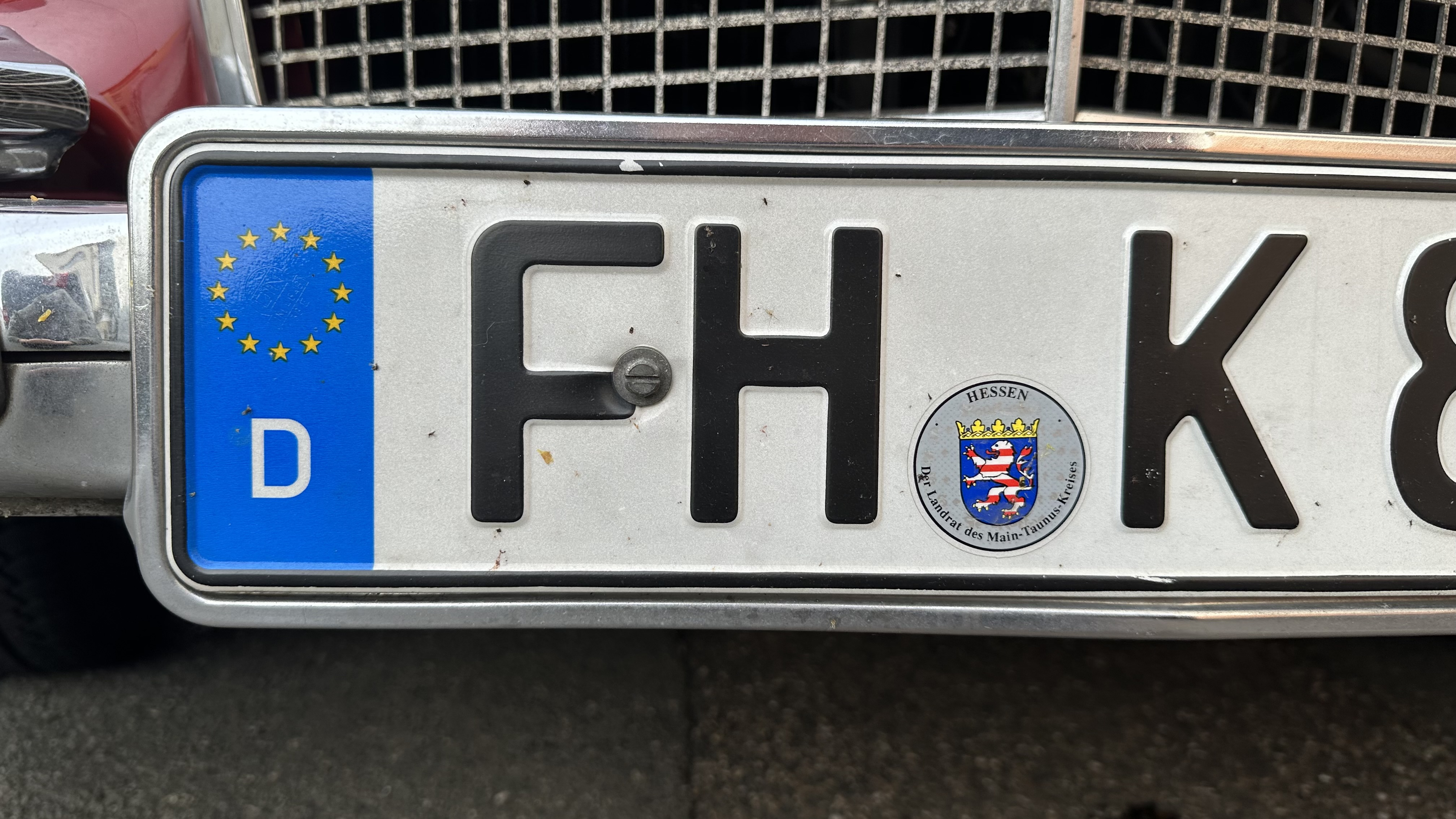
Aktuelles KFZ-Kennzeichen mit dem ehemaligen Unterscheidungszeichen FH

## Sonstiges
Krankenhäuser befinden sich in Hofheim und Bad Soden. Das Marienkrankenhaus in Flörsheim war ein reines Belegkrankenhaus, wurde Ende 2017 geschlossen und zum Facharztzentrum umgewandelt. Notaufnahmen befinden sich somit nur in Bad Soden und Hofheim. Im Kreis gibt es 55 öffentliche und sechs private Schulen. Sieben Schulen führen bis zum Abitur, fünf sind Sonderschulen, drei sind Berufsschulen. Der Kreis zählt 119 Kindertagesstätten, 83 Sporthallen, 40 Sportplätze, sechs Frei- und fünf Hallenbäder.
Der Main-Taunus-Kreis war der erste Landkreis in Hessen, in dem die einheitliche Behördenrufnummer 115 geschaltet ist.
Der Kreis ist Gesellschafter der PD – Berater der öffentlichen Hand.